# Pandemia di COVID-19 in Europa
Con pandemia di COVID-19 in Europa si fa riferimento ala diffusione nel continente della malattia infettiva COVID-19, iniziata il 24 gennaio 2020 e terminata il 5 maggio 2023 a seguito della dichiarazione dell'OMS.
La diffusione del virus in Europa ha inizio con casi isolati: in Francia i primi tre il 24 gennaio 2020, mentre in Italia i primi due casi di contagio si sono registrati già dal 31 gennaio a Roma.
Sempre in Italia dal 21 febbraio si sono scoperti i primi focolai epidemici in Lombardia, Veneto ed Emilia-Romagna, partendo da diciassette casi iniziali fino a giungere al 1º marzo a 1694 casi confermati, espandendosi successivamente anche nelle altre regioni italiane.
Successivamente sono stati individuati anche i primi casi in Austria, Croazia, Grecia, Macedonia del Nord, San Marino e Svizzera, nonché altri casi in altri Paesi già colpiti dal virus in precedenza. Entro il 17 marzo 2020, con il primo caso in Montenegro, tutti gli Stati europei avevano registrato almeno un caso di COVID-19.
Il 5 maggio 2023, l'Organizzazione mondiale della sanità dichiara ufficialmente la fine della pandemia.

## Tabella riassuntiva dei casi e dei morti in Europa

Numero di morti ogni 100000 abitanti al 4 marzo 2021

| Paese                           | Casi confermati | Morti     | Guarigioni | Note          |
| ------------------------------- | --------------- | --------- | ---------- | ------------- |
| Francia (dettagli)              | 39.316.017      | 161 962   | 38 342 881 | [ 12 ]        |
| Germania (dettagli)             | 37.369.865      | 161 465   | 36 622 900 | [ 13 ]        |
| Italia (dettagli)               | 25 143 705      | 184 642   | 24 541 402 | [ 14 ]        |
| Regno Unito (dettagli)          | 24 135 084      | 198 937   | 23 844 243 | [ 15 ]        |
| Russia (dettagli)               | 21 803 547      | 393 762   | 21 213 085 | [ 16 ]        |
| Spagna (dettagli)               | 13 684 258      | 117 095   | 13 486 683 | [ 17 ]        |
| Paesi Bassi (dettagli)          | 8 569 228       | 22 989    | 8 520 849  | [ 18 ]        |
| Polonia (dettagli)              | 6 373 370       | 118 651   | 5 335 838  | [ 19 ] [ 20 ] |
| Portogallo (dettagli)           | 5 554 058       | 25 714    | 5 520 185  | [ 21 ]        |
| Belgio (dettagli)               | 4 668 248       | 33 228    | 4 606 183  | [ 22 ]        |
| Rep. Ceca (dettagli)            | 4 579 980       | 42 134    | 4 532 968  | [ 23 ]        |
| Ucraina (dettagli)              | 3 674 538       | 96 187    | 3 477 188  | [ 24 ]        |
| Romania (dettagli)              | 3 308 480       | 67 374    | 3 234 288  | [ 25 ]        |
| Svezia (dettagli)               | 2 674 862       | 21 795    | 2 611 454  | [ 26 ]        |
| Irlanda (dettagli)              | 1 687 668       | 8 293     | 1 672 866  | [ 27 ]        |
| Svizzera (dettagli)             | 1 307 201       | 12 284    | 1 025 019  | [ 28 ]        |
| Serbia (dettagli)               | 1 302 856       | 12 760    | 1 265 381  | [ 29 ]        |
| Austria (dettagli)              | 1 285 510       | 13 752    | 1 238 911  | [ 30 ]        |
| Grecia (dettagli)               | 1 258 495       | 20 910    | 1 023 452  | [ 16 ]        |
| Ungheria (dettagli)             | 1 256 415       | 39 186    | 1 111 676  | [ 31 ]        |
| Slovacchia (dettagli)           | 844 609         | 16 665    | 789 450    | [ 32 ]        |
| Danimarca (dettagli)            | 814 757         | 3 287     | 614 002    | [ 33 ]        |
| Bulgaria (dettagli)             | 748 184         | 30 983    | 612 509    | [ 34 ]        |
| Croazia (dettagli)              | 720 951         | 12 609    | 680 798    | [ 35 ]        |
| Bielorussia (dettagli)          | 701 192         | 5 609     | 694 845    | [ 36 ]        |
| Cipro (dettagli)                | 631 111         | 1 258     | 620 843    | [ 37 ]        |
| Lituania (dettagli)             | 522 884         | 7 420     | 488 809    | [ 38 ]        |
| Slovenia (dettagli)             | 466 554         | 5 603     | 442 971    | [ 39 ] [ 40 ] |
| Norvegia (dettagli)             | 396 415         | 1 305     | 88 952     | [ 41 ]        |
| Moldavia (dettagli)             | 376 602         | 10 290    | 362 809    | [ 42 ]        |
| Bosnia ed Erzegovina (dettagli) | 291 313         | 13 442    | 192,218    | [ 43 ]        |
| Lettonia (dettagli)             | 277 021         | 4 579     | 262 278    | [ 44 ]        |
| Finlandia (dettagli)            | 260 292         | 1 564     | 46 000     | [ 45 ]        |
| Estonia (dettagli)              | 242 123         | 1 938     | 225 059    | [ 46 ]        |
| Macedonia del Nord (dettagli)   | 225 730         | 7 975     | 212 927    | [ 47 ] [ 48 ] |
| Albania (dettagli)              | 210 885         | 3 220     | 201 282    | [ 49 ]        |
| Montenegro (dettagli)           | 173 161         | 2 416     | 159 435    | [ 50 ]        |
| Kosovo (dettagli)               | 160 029         | 2 943     | -          | [ 51 ]        |
| Lussemburgo (dettagli)          | 103 766         | 915       | 94 838     | [ 52 ]        |
| Malta (dettagli)                | 54 250          | 479       | 40 671     | [ 53 ]        |
| Isole del Canale                | 27 507          | 113       | 22 739     | [ 54 ] [ 55 ] |
| Islanda (dettagli)              | 27 059          | 37        | 20 654     | [ 56 ]        |
| Andorra (dettagli)              | 23 740          | 140       | 20 563     | [ 57 ]        |
| Isola di Man                    | 13 695          | 67        | 13 346     | [ 58 ]        |
| Gibilterra (dettagli)           | 8 821           | 100       | 7 849      | [ 59 ]        |
| San Marino (dettagli)           | 8 202           | 100       | 7 082      | [ 60 ]        |
| Liechtenstein (dettagli)        | 6 208           | 69        | 5 715      | [ 61 ] [ 62 ] |
| Fær Øer                         | 6 105           | 14        | 5 141      | [ 63 ]        |
| Monaco (dettagli)               | 5 253           | 39        | 4 742      | [ 64 ]        |
| Città del Vaticano (dettagli)   | 27              | 0         | 27         | [ 65 ]        |
| Totale                          | 88 739 993      | 1 531 365 | 75 294 885 | [ 11 ]        |

Note
     Il Paese al momento non presenta casi attivi.
"–" indica dati non ancora disponibili.

## Casi confermati (per Stato)

### Albania

Mappa dei casi ogni 100000 abitanti in Albania

L'8 marzo 2020, l'Albania ha confermato i suoi primi due casi di Coronavirus, padre e figlio che avevano viaggiato da Firenze, in Italia.
Durante il 2020, l'Albania ha implementato diverse misure di contenimento per affrontare la diffusione del virus. Queste includevano lockdown, chiusure di scuole e attività non essenziali, e restrizioni ai viaggi. Nonostante queste misure, il numero di casi ha continuato ad aumentare, raggiungendo un picco nel dicembre 2020

### Andorra
A partire dal 26 febbraio, una donna andorrana di ritorno dall'Italia con sintomi influenzali è stata messa in quarantena in ospedale, tuttavia non è risultata positiva al virus, mentre una seconda donna originaria di Shanghai è stata ricoverata presso l'ospedale Nostra Senyora de Meritxell in attesa dei risultati.

### Armenia
1-9 casi confermati
     10-49 casi confermati
     50-199 casi confermati
     200-499 casi confermati

Mappa dei casi in Armenia (al 27 marzo 2020):
1-9 casi confermati
10-49 casi confermati
50-199 casi confermati
200-499 casi confermati

La notte tra il 28 febbraio e il 1º marzo l'Armenia ha confermato un primo caso di COVID-19 su un uomo tornato dall'Iran.

### Austria

Mappa dei casi in Austria ogni 100000 abitanti al 20 ottobre 2021

Il 25 febbraio, l'Austria ha confermato i suoi primi due casi di infezione da coronavirus: due italiani, un uomo di 24 anni e una donna di 24 anni provenienti dalla Lombardia, sono risultati positivi e sono stati ospedalizzati a Innsbruck, in Tirolo.
Il 27 febbraio, un uomo di 72 anni a Vienna era stato nell'ospedale Krankenanstalt Rudolfstiftung per 10 giorni con sintomi influenzali prima di essere risultato positivo. È quindi trasferito all'ospedale Kaiser-Franz-Josef. Una coppia è risultata positiva e i loro due figli stavano manifestando sintomi sono stati ricoverati all'ospedale Kaiser-Franz-Josef. In precedenza erano stati in vacanza in Lombardia, in Italia. Il 28 febbraio, uno dei bambini, un ragazzo di 15 anni è risultato positivo. A causa della malattia, nel suo liceo sono state prese precauzioni poiché 4 insegnanti e 23 studenti nati tra il 2003 e il 2005 sono stati mandati a casa per isolamento.
Al 9 marzo, ci sono stati 112 casi confermati in Austria.

### Azerbaigian
Il 28 febbraio l'Azerbaigian ha confermato tre positivi al virus sul proprio territorio su individui provenienti dall'Iran, tra cui un cittadino russo; lo stesso giorno sono stati chiusi i confini con l'Iran per due settimane. Il 5 marzo sono stati confermati altri tre positivi provenienti dall'Iran, tra cui un tedesco, e il 7 marzo altri tre cittadini azeri sempre provenienti dall'Iran sono risultati affetti dal virus. Il 9 marzo due nuovi cittadini azeri tornati dall'Iran sono risultati positivi al SARS-CoV-2 e il 10 marzo sono stati confermati altri due di contagio avvenuti sempre in Iran; nello stesso giorno sono stati dichiarati tre guariti.

### Belgio

Mappa dei casi in Belgio ogni 100000 abitanti al 15 giugno 2020

I cittadini belgi residenti nello Hubei sono stati rimpatriati su una serie di voli di evacuazione che sono arrivati in Belgio il 1º febbraio, dove tutti i rimpatriati sono stati messi in quarantena ed esaminati in un ospedale militare. Le persone infette sono state trasferite in un ospedale specializzato. I voli non essenziali per la Cina, escluso Hong Kong, sono stati fortemente sconsigliati, con alcune compagnie di viaggio che hanno cancellato tutti i voli per la Cina. Le celebrazioni per il Capodanno cinese sono state cancellate all'Università di Lovanio.
Il 4 febbraio il Belgio ha confermato il suo primo caso: il paziente, un maschio asintomatico di 54 anni, era uno dei nove belgi rimpatriati dalla Cina.

### Bielorussia
2000+ casi
     1000–1999 casi
     500–999 casi
     200–499 casi
     1–199 casi

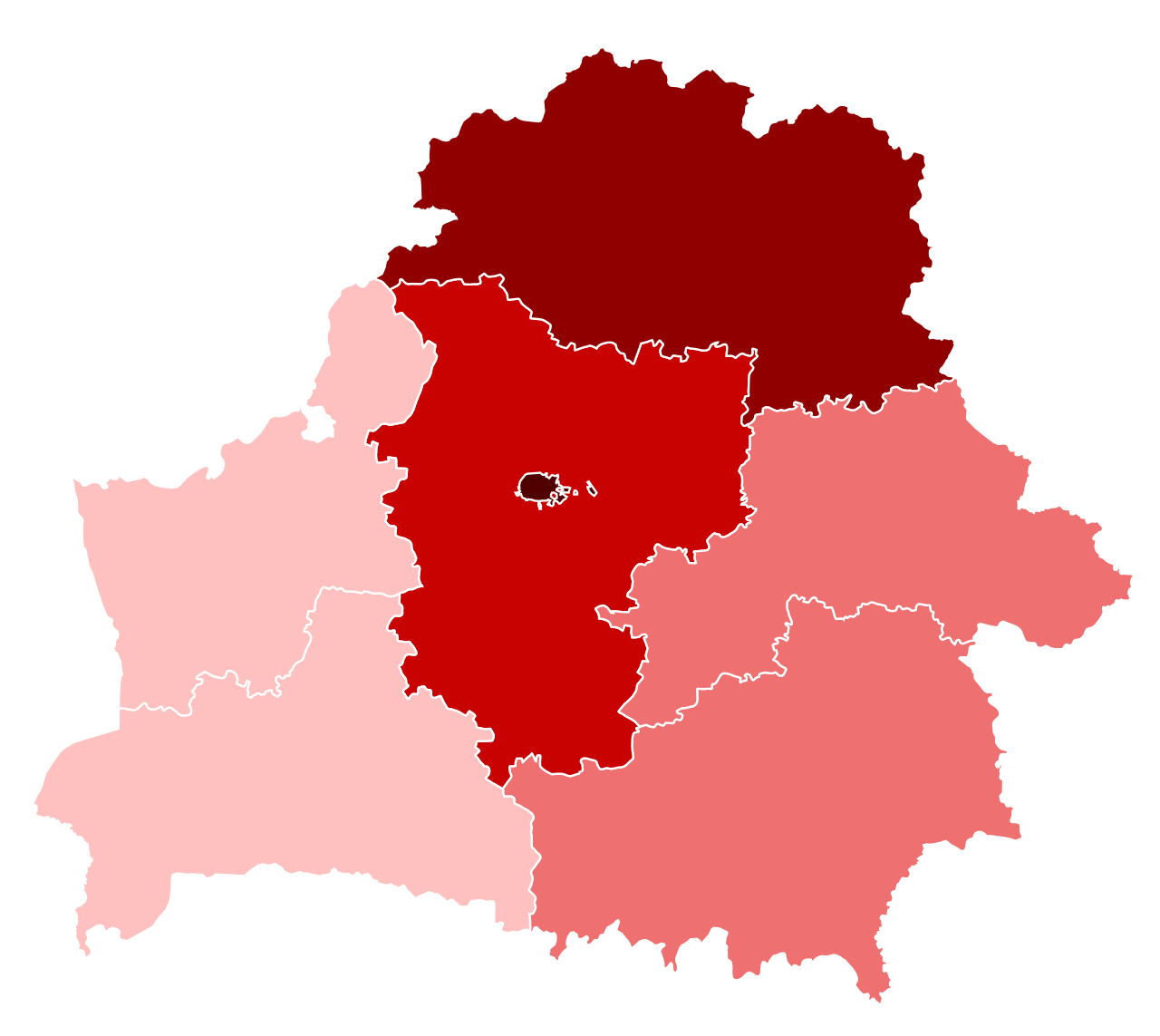
Mappa dei casi in Bielorussia (al 20 aprile 2020):
2000+ casi
1000–1999 casi
500–999 casi
200–499 casi
1–199 casi

Il 28 febbraio la Bielorussia ha confermato il suo primo caso. Uno studente iraniano è risultato positivo il 27 febbraio ed è stato ricoverato in ospedale a Minsk. L'individuo è arrivato in Bielorussia con un volo da Baku, Azerbaigian, il 22 febbraio.
Al 4 marzo, sono stati confermati 6 casi in totale. Quattro casi a Minsk, due casi a Vicebsk.
Al 29 marzo 2020, la Bielorussia è l'unico stato in Europa a non aver adottato politiche di contenimento nei confronti della COVID-19, permettendo il regolare svolgimento a porte aperte del campionato di calcio. Il presidente Lukašėnka ha inoltre dichiarato che gli unici metodi per combattere la psicosi sono fare la sauna, bere vodka e lavorare. Sebbene la scelta di non intervenire sull'epidemia sembri sciagurata, gran parte degli studiosi ritengono che il presidente bielorusso sia perfettamente a conoscenza dei pericoli derivanti da questo atteggiamento negligente, ma veda in tutto ciò una via sbrigativa per ridurre un divario economico enorme tra la Bielorussia e i paesi dell'Europa occidentale. Questo perché la Bielorussia continuerebbe a produrre mentre l'Europa si è quasi totalmente immobilizzata per far fronte alla crisi sanitaria.

### Bosnia ed Erzegovina

Mappa dei casi in Bosnia ed Erzegovina ogni 100000 abitanti al 22 agosto 2021

Al 25 febbraio, 11 persone erano sotto sorveglianza come casi sospetti. A Sarajevo, tre turisti cinesi che manifestavano sintomi sono risultati negativi per il virus.
Il 5 marzo 2020, i funzionari sanitari della Repubblica Serba di Bosnia ed Erzegovina ha confermato il primo caso di COVID-19 nel paese.

### Bulgaria

Mappa dei casi in Bulgaria (al 22 ottobre 2021)

L'8 marzo la Bulgaria ha confermato i suoi primi due casi, un uomo di 27 anni di Pleven e una donna di 75 di Gabrovo, ma nessuno dei due era stato in aree contagiate dal virus; a seguito del tracciamento degli incontri dei due, altri due test sono risultati positivi nelle due città.

### Cipro
Il 9 marzo Cipro ha confermato due casi di infezione da COVID-19, uno su un uomo di Limassol tornato dall'Italia e uno su un professionista sanitario di Nicosia tornato dal Regno Unito.

### Città del Vaticano
L'11 aprile del 2020, il direttore della Sala Stampa della Santa Sede comunica che sono guariti due cittadini vaticani e otto contagiati, nessun decesso. Il 20 aprile si aggiunge un nuovo contagio, che porta il conteggio totale a nove.

### Croazia

Mappa dei casi in Croazia ogni 100000 abitanti al 21 ottobre 2021

Il 25 febbraio la Croazia ha confermato il suo primo caso di coronavirus. Il paziente, un uomo di 25 anni, aveva soggiornato a Milano, in Italia, dal 19 al 21 febbraio, ed è stato ricoverato all'Ospedale Universitario per le Malattie Infettive Dr. Fran Mihaljevic di Zagabria, in Croazia.
Il 26 febbraio sono stati confermati due nuovi casi. Uno riguarda il fratello gemello dell'individuo nel primo caso; questi è stato anch'esso ricoverato all'Ospedale Universitario per le Malattie Infettive Dr. Fran Mihaljevic di Zagabria. Il terzo caso riguarda un uomo croato che ha lavorato di recente a Parma, in Italia; questi è stato ricoverato in quarantena in ospedale nella città di Fiume.
Al 3 marzo c'erano nove casi confermati in Croazia.

### Danimarca

Mappa dei casi in Danimarca (al 17 maggio 2020)

Il 27 febbraio, la Danimarca ha confermato il suo primo caso da coronavirus quando un uomo di Roskilde è risultato positivo per SARS-CoV-2 all'Ospedale Universitario della Selandia. L'uomo è un editore di TV 2 che la settimana prima aveva sciato a Chiesa in Valmalenco, in provincia di Sondrio, nel Nord Italia, con la sua famiglia, ed era tornato in Danimarca il 24 febbraio. Aveva sintomi minori ed è stato messo in quarantena domestica. La moglie e il figlio sono risultati negativi. La famiglia aveva viaggiato per e da l'aeroporto di Milano-Malpensa.
Al 5 marzo, ci sono stati 15 casi confermati in Danimarca, incluso uno nelle Isole Faroe.

#### Fær Øer
Il 4 marzo, le Fær Øer (un territorio autonomo nel Regno di Danimarca) hanno avuto il primo caso confermato, un uomo che era tornato a casa da una conferenza a Parigi, in Francia. Aveva sintomi lievi ed è stato messo in quarantena domestica.

### Estonia

Mappa dei casi confermati ogni 100000 abitanti in Estonia (al 21 ottobre 2021)

Il 27 febbraio, il ministro della sanità estone Tanel Kiik ha annunciato il primo caso confermato di COVID-19 nel paese, un cittadino iraniano è risultato positivo al virus SARS-CoV-2 ed è stato ricoverato presso la Clinica di Infezione dell'Ospedale Centrale di Tallinn Occidentale. Il soggetto, un uomo di 34 anni, è un residente permanente in Estonia che era originariamente partito dall'Iran ed era volato a Riga, partendo da Istanbul, in Turchia, e aveva preso un minibus dall'Aeroporto Internazionale di Riga alla stazione centrale degli autobus della città, dove aveva preso un autobus per Tallinn alle 14:00 del 26 febbraio. C'erano 24 persone nell'autobus, compreso il guidatore, l'infetto e sua figlia.
Il 3 marzo la seconda persona è risultata positiva, il paziente era arrivato il 29 febbraio da Bergamo, in Italia, viaggiando verso l'aeroporto di Riga. Un altro passeggero dello stesso volo è risultato positivo il 5 marzo.

### Finlandia

Mappa dei casi in Finlandia al 21 ottobre 2021

Il 27 gennaio il Ministero degli Esteri finlandese ha consigliato ai cittadini di evitare viaggi non necessari nella provincia di Hubei. Il giorno seguente, la compagnia aerea finlandese Finnair annunciò che avrebbe sospeso cinque rotte settimanali per Nanchino e l'Aeroporto Internazionale di Pechino-Daxing fino alla fine di marzo.
Il 28 gennaio, una donna cinese di 32 anni ha cercato assistenza medica a Ivalo. È stata messa in quarantena all'ospedale centrale della Lapponia a Rovaniemi. Aveva viaggiato da Wuhan. La donna si è ripresa ed è stata dimessa il 5 febbraio dopo essere risultata negativa per due giorni consecutivi.
Il 30 gennaio, funzionari sanitari finlandesi hanno stimato che fino a 24 persone erano state esposte al virus in Finlandia. Entro il 5 febbraio, tre delle persone potenzialmente esposte erano note per aver lasciato il paese e quattordici dei restanti 21 erano stati messi in quarantena e avrebbero dovuto essere rilasciati nel fine settimana successivo.

### Francia

Mappa del numero dei morti ogni 100000 residenti in Francia al 3 luglio 2020

Il 24 gennaio, il primo caso confermato in Europa è stato segnalato a Bordeaux, con altri due a Parigi; tutti e tre i soggetti erano tornati da poco dalla Cina. A Parigi, un uomo di 31 anni e il suo compagno di 30 anni, entrambi di Wuhan, risultarono infettati. Entrambi giunsero in Francia il 18 gennaio. Il terzo paziente, ricoverato in ospedale a Bordeaux, è un francese di 48 anni proveniente dalla Cina, giunto sul territorio francese il 22 gennaio. Il Service d'Aide Médicale Urgente ha preso in carico il paziente e lo ha isolato in ospedale. Le autorità hanno cercato di confermare se avesse contagiato altre persone entrate in contatto con lui.
Il 28 gennaio, il quarto caso, un turista cinese di 80 anni, è stato confermato a Parigi.
Il 29 gennaio, la figlia del quarto caso, una donna di 50 anni, è stata confermata come quinto caso.
Il 30 gennaio, il sesto caso, un medico, è stato confermato a Parigi. Era entrato in contatto con un turista cinese la cui contaminazione venne confermata quando rientrò in Cina.
L'8 febbraio il ministro della sanità Agnès Buzyn ha annunciato cinque nuovi casi. I casi provenivano da un gruppo di persone che erano in vacanza nella città di Les Contamines-Montjoie in Alta Savoia. Hanno contratto l'infezione da un cittadino britannico che era stato a Singapore pochi giorni prima.
Anche la prima morte in Europa è avvenuta in Francia il 15 febbraio, quando il turista cinese ottantenne della provincia di Hubei, registrato come quarto caso francese, muore all'Hôpital Bichat di Parigi. Lo stesso giorno un altro cittadino britannico viene dichiarato infetto; si trovava nello stesso chalet degli altri cinque casi in Contamines-Montjoie.
Il 18 febbraio, il nuovo ministro della sanità Olivier Véran, ha annunciato che solo quattro persone erano ancora infette in Francia e che sono state messe in quarantena in ospedale, tutte di nazionalità britannica, tre del primo gruppo di Contamines-Montjoie e un quarto caso scoperto in seguito. Sei giorni dopo, l'ultimo cittadino britannico rimasto, l'ultimo caso noto in Francia, è stato dimesso.
Il 29 febbraio, ci sono 100 casi confermati nel paese, 2 morti, 12 rilevati.
Il 4 marzo, ci sono 285 casi confermati, 4 morti, 12 rilevati.
Il 9 agosto, ci sono 235 212 casi confermati, 30 326 morti, 82 968 guariti.

### Georgia
Quarantena
     Casi confermati

Mappa dei casi in Georgia (al 10 maggio 2020):
Quarantena
Casi confermati

Il 26 febbraio la Georgia ha confermato la positività al test del virus di un uomo proveniente dall'Iran, mentre il 28 febbraio è risultata positiva una donna di ritorno dall'Italia. Il 5 marzo altri cinque cittadini georgiani tornati dall'Italia sono risultati positivi al test e il 9 marzo i casi confermati nel paese sono arrivati a 15.

### Germania

Mappa dei casi confermati ogni 100000 abitanti in Germania al 22 ottobre 2021

Il 27 gennaio, il Ministro della Salute della Baviera ha annunciato che un uomo del Circondario di Starnberg è stato infettato dal virus. Il suo è stato il primo caso noto di una persona che contrae il virus al di fuori della Cina non da un parente - la prima trasmissione nota del virus al di fuori della Cina è di padre in figlio in Vietnam.
Il 28 gennaio sono stati confermati altri tre casi. Tutti e quattro i pazienti erano dipendenti della stessa azienda; sono stati monitorati e messi in quarantena dall'ospedale di Monaco di Baviera. Il 30 gennaio, un altro uomo che lavorava nella stessa azienda è risultato positivo.
Il 31 gennaio suo figlio di uno dei casi precedenti divenne il sesto caso confermato in Germania. Il fratello del bambino è stato confermato positivo il 3 febbraio. La moglie dell'uomo è risultata positiva il 6 febbraio.
Il 31 gennaio, un altro dipendente della stessa società divenne il settimo caso confermato. Il 1º febbraio, ancora un altro uomo che lavorava per l'azienda è risultato positivo, diventando l'ottavo caso della Germania. Il 3 febbraio, un altro dipendente è stato confermato positivo. Il 7 febbraio, la moglie di un uomo precedentemente diagnosticato è risultata positiva. L'11 febbraio, un altro dipendente è risultato positivo, così come un familiare di un dipendente precedentemente diagnosticato.
Il 1 ° febbraio circa 90 cittadini tedeschi hanno lasciato Wuhan su un volo organizzato dal governo tedesco. All'arrivo sono stati messi in quarantena nello Stato tedesco della Renania-Palatinato per 14 giorni. Il 2 febbraio, due degli arrivi dalla Cina sono risultati positivi e sono stati trasferiti dalla sede di quarantena di Germersheim a un'unità di isolamento in un ospedale di Francoforte sul Meno.
Il 25 febbraio sono stati confermati due nuovi casi, un uomo di 25 anni che vive nel Baden-Württemberg, che da poco era tornato da Milano, è risultato positivo ed è stato curato in ospedale, l'altro caso si è attestato nel nord Reno-Westfalia. Quest'ultimo è stato regolarmente curato all'ospedale universitario di Colonia dal 13 al 19 febbraio per una condizione preesistente. È stato riportato che 41 persone, tra il personale medico e i pazienti, hanno avuto contatti con lui in ospedale. Un membro del personale medico ha mostrato sintomi ed è stato testato. I risultati sono in sospeso.
Il 26 febbraio, la moglie dell'uomo infetto nel Nord Reno-Westfalia è stata confermata positiva. Entrambi sono isolati presso l'ospedale universitario di Düsseldorf.
Al 28 febbraio, la Germania ha un totale di 60 casi confermati, 14 dei quali in Baviera.

### Grecia

Mappa dei casi in Grecia (al 28 marzo)

Il 25 febbraio, nel porto di Patrasso sono stati segnalati 4 casi sospetti provenienti dall'Italia. Un altro caso sospetto è stato riportato nell'Ospedale Attikon.
Il 26 febbraio, a seguito dell'epidemia di COVID-19 in Italia, è stato confermato il primo caso in Grecia. Una donna di 38 anni di Salonicco, che aveva da poco visitato il Nord Italia, è risultata positiva al virus ed è stata ricoverata all'Ospedale universitario AHEPA. La sua famiglia, così come quelli che sono entrati in contatto con lei, si sono volontariamente isolati.

### Irlanda

Mappa dei casi in Irlanda (al 21 ottobre 2021)

La squadra nazionale d'emergenza per la sanità pubblica in Irlanda ha annunciato che un caso in Irlanda è stato confermato il 29 febbraio. Il paziente è un uomo tornato di recente dal nord Italia. Una scuola secondaria, Scoil Chaitríona a Glasnevin, Dublino, collegata al caso, verrà chiusa per quattordici giorni come misura precauzionale. Al 4 marzo c'erano stati 6 casi confermati in Irlanda: 2 nell'est del paese e 4 nell'ovest del paese.

### Islanda

Mappa dei casi in Islanda (al 25 marzo)

Il primo caso di COVID-19 è stato confermato in Islanda il 28 febbraio 2020, un uomo islandese sulla quarantina che era stato in gita sciistica ad Andalo nel nord Italia ed è tornato a casa il 22 febbraio. 26 casi sono stati confermati al 4 marzo 2020.

### Italia
Da 50 a 99 casi
     Da 100 a 499 casi
     Da 500 a 999 casi
     Da 1000 a 4999 casi
     Da 5000 a 9999 casi
     10 000 o più casi

Mappa dei casi in Italia (al 19 giugno):
Da 50 a 99 casi
Da 100 a 499 casi
Da 500 a 999 casi
Da 1000 a 4999 casi
Da 5000 a 9999 casi
10000 o più casi

Il 23 gennaio, due turisti cinesi a Roma si sono rivelati positivi al virus. I due erano arrivati a Milano tramite l'aeroporto di Milano-Malpensa e si erano recati a Roma con un autobus turistico.
Il 21 febbraio sono stati segnalati due focolai di infezioni, uno in Lombardia e un altro in Veneto con un numero iniziale di 17 casi. Da allora l'epidemia si è velocemente diffusa e, al 1º marzo, sono 1694 i casi confermati, 24 casi mortali e 83 guarigioni in Italia, la maggior parte in Lombardia.
Il governo italiano ha risposto, tra l'altro, con misure di quarantena per le oltre 50 000 persone residenti negli undici comuni del Nord Italia più colpiti.
Al 9 marzo, tramite un decreto, il presidente del Consiglio Giuseppe Conte proclama tutta l'Italia zona rossa. Vengono attivate le misure di contenimento per tutto il Paese.
Al 21 marzo 2020, l'Italia è il secondo Paese nel mondo, dietro soltanto alla Cina, per numero di casi registrati e il primo in assoluto per numero di vittime.
Il tasso di mortalità, definito come rapporto fra i pazienti positivi al SARS-CoV-2 e numero di vittime, è pari al 13,19% ed è il più alto di Europa. Il dato risente della maggiore frequenza di tamponi effettuati anche su persone decedute in età avanzata, nonché dalla mancata distinzione fra morti accertate per COVID-19 e persone morte con COVID-19 e comorbilità con patologie pregresse.
Nella campagna vaccinale, l'Italia si dimostra solida, e a Dicembre 2021 era il primo paese in Europa per percentuale di vaccinati

### Kosovo
Casi confermati
     Casi sospetti

Mappa dei casi in Kosovo (al 24 marzo): :
Casi confermati
Casi sospetti

Il 13 marzo, il Kosovo ha confermato i primi due casi di positività al virus su due uomini arrivati dall'Italia, un italiano a Klina e un kosovaro a Vitina.

### Lettonia

Mappa dei casi in Lettonia

Il 2 marzo il Ministero della Salute ha confermato il primo caso in Lettonia, in una donna che volava da Milano a Riga attraverso Monaco. Il giorno successivo, dopo che le sue condizioni erano migliorate considerevolmente e un test ripetuto è risultato negativo, è stata dimessa dal Centro lettone di malattie infettive. Al 19 marzo sono stati confermati 86 casi.

### Liechtenstein
Casi confermati
     Casi sospetti

Mappa dei casi in Liechtenstein (al 10 marzo):
Casi confermati
Casi sospetti

Il 3 marzo in Liechtenstein un uomo è risultato positivo al virus a seguito di un contatto con una persona infetta in Svizzera, mentre altri 13 test effettuati sono risultati negativi.

### Lituania
1–9 casi confermati
     10-99 casi confermati

Mappa dei casi in Lituania (al 28 marzo):
1–9 casi confermati
10-99 casi confermati

Il 26 febbraio la Lituania ha dichiarato lo stato di emergenza come misura preventiva contro la diffusione della COVID-19. Il 28 febbraio è stato confermato il primo caso di infezione su una donna di 39 anni, arrivata a Kaunas da Verona e ospedalizzata a Šiauliai.

### Lussemburgo

Mappa dei casi in Lussemburgo (al 21 marzo)

Il 29 febbraio il Lussemburgo ha confermato il primo caso di infezione da COVID-19 su un uomo tornato dall'Italia passando per Charleroi, in Belgio. Il 5 marzo è stato dichiarato positivo al virus un uomo tornato dal Nord Italia e il 6 marzo una donna tornata dall'Alsazia. Il 7 marzo un quarto individuo è risultato affetto dal virus, con una dichiarazione del Ministero della Salute del Lussemburgo che ha dichiarato il suo legame con il focolaio del Nord Italia. L'8 marzo un ulteriore caso è stato confermato su un uomo, anche lui di ritorno dalla regione francese dell'Alsazia.

### Macedonia del Nord

Mappa dei casi in Macedonia del Nord (al 29 marzo)

Il 26 febbraio, la Macedonia del Nord ha confermato il suo primo caso: una donna, che era arrivata nel paese viaggiando dall'Italia in un furgone, è risultata positiva al coronavirus.

### Malta

Ospedale Mater Dei a Malta, dove sono in quarantena i casi sospetti del paese

Il 3 marzo Malta ha confermato i primi tre casi di virus sul proprio territorio: si tratta di una famiglia italiana arrivata da Roma dopo una vacanza in Trentino. Nei giorni successivi i casi positivi salgono a nove mentre il 13 marzo, viene comunicata la prima guarigione sull'isola.

### Moldavia

Mappa dei casi in Moldavia

Il 7 marzo la Moldavia ha confermato la positività al test di COVID-19 di una propria cittadina tornata dall'Italia.

Mappa dei casi confermati (in rosso) in Montenegro

### Montenegro
Il primo caso nel paese è stato registrato il 17 marzo 2020.

### Norvegia
Casi confermati
     Decessi

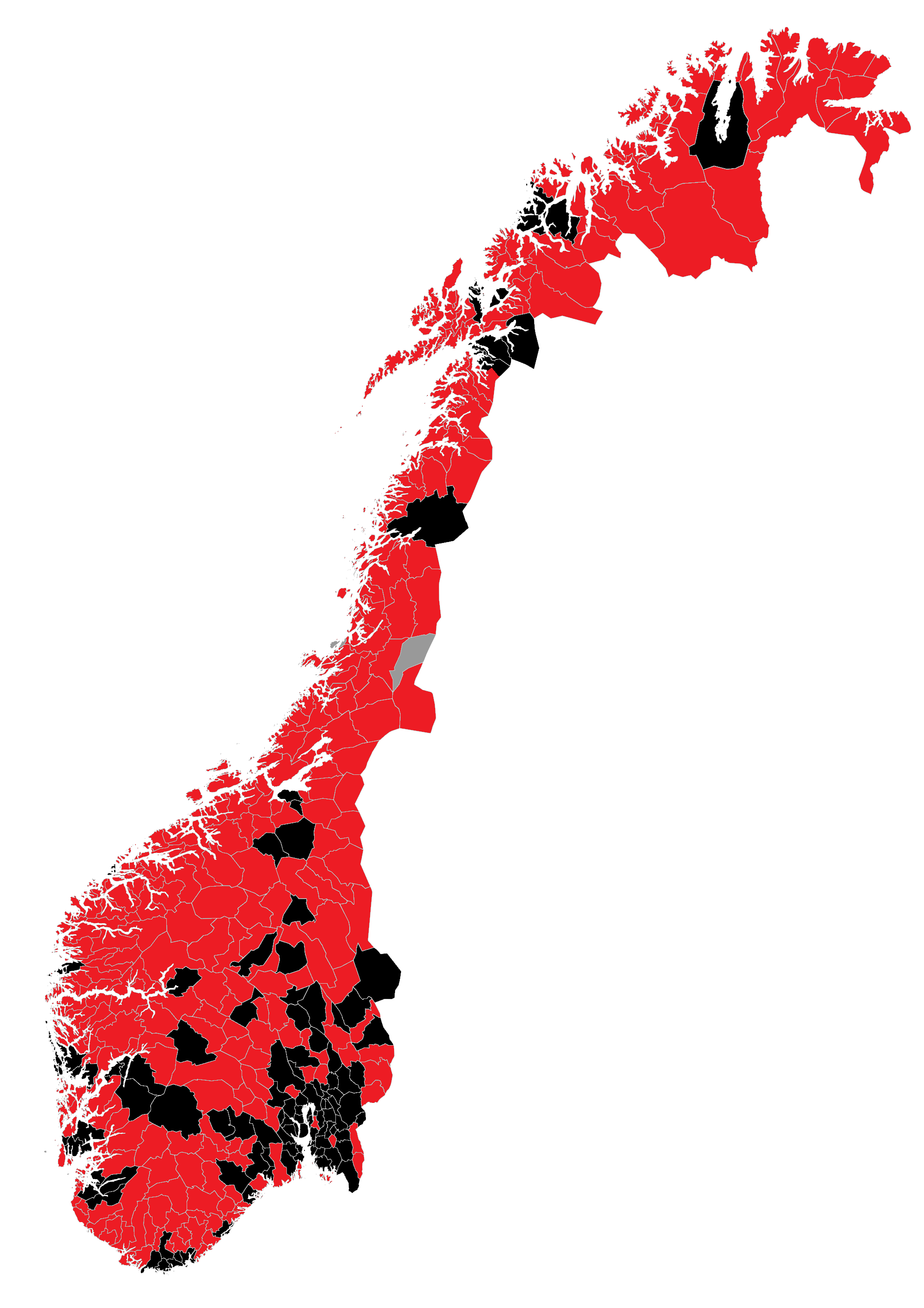
Mappa dei casi in Norvegia (al 10 maggio):
Casi confermati
Decessi

Il 26 febbraio la Norvegia ha confermato il suo primo caso. L'Istituto norvegese di sanità pubblica ha annunciato che qualcuno è risultato positivo al SARS-CoV-2 dopo essere tornato dalla Cina la settimana precedente. La paziente era asintomatica e in buona salute. Ha subito un isolamento volontario nella sua casa a Tromsø.
Il 27 febbraio, l'Istituto norvegese di sanità pubblica ha annunciato che altre tre persone sono state confermate positive. Due vivevano a Oslo e erano legati al focolaio in Italia. L'altro viveva a Bærum ed era legato al focolaio in Iran.
Il 4 marzo, ci sono stati 56 casi confermati in Norvegia. Tutti questi casi possono essere collegati a focolai all'estero.

### Paesi Bassi

Mappa dei casi ogni 100000 abitanti nei Paesi Bassi

il 2 marzo l'Istituto nazionale per la salute pubblica e l'ambiente (RIVM) rende noti i dati sul contagio da COVID-19 nei Paesi Bassi. Questo dato viene confermato in data 3 marzo 2020:
Il numero di infezioni comprovate con il nuovo coronavirus nei Paesi Bassi è aumentato a 24. Sei nuovi casi sono stati segnalati al RIVM.
Le persone risultate positive al virus sono state isolate e poste in quarantena presso le loro abitazioni.
I rapporti dei contagi comprovati sono stati ufficialmente segnalati dal RIVM lunedì 2 marzo 2020.
Il 4 marzo l'istituto RIVM ha dato l'annuncio in merito alla conferma di 15 nuovi pazienti infettati dalla COVID-19. Il numero delle pazienti contagiati nei Paesi Bassi sale a 38.
Il 5 marzo l'istituto RIVM annuncia un totale di 82 persone infettate dalla COVID-19 nei Paesi Bassi.
Il primo decesso da COVID-19 nei Paesi Bassi viene annunciato il 6 marzo. Il numero dei contagiati sale a 128.
Il 7 marzo l'Istituto ha ufficializzato 60 nuovi pazienti infetti. Il numero dei contagiati sale a 188.

### Polonia
1000-9999 casi confermati
     10000+ casi confermati

Mappa dei casi in Polonia (all'8 giugno):
1000-9999 casi confermati
10000+ casi confermati

I test di laboratorio su casi sospetti di infezione da SARS-CoV-2, quarantena domestica e monitoraggio sono stati ampiamente utilizzati dalle autorità sanitarie polacche a febbraio 2020. La prima infezione in Polonia è stata quella di un uomo ricoverato in ospedale a Zielona Góra, confermata il 4 marzo 2020.

### Portogallo
3 000 casi o più
     300-2 999 casi
     30-299 casi
     3-29 casi
     1-3 casi
     0 casi

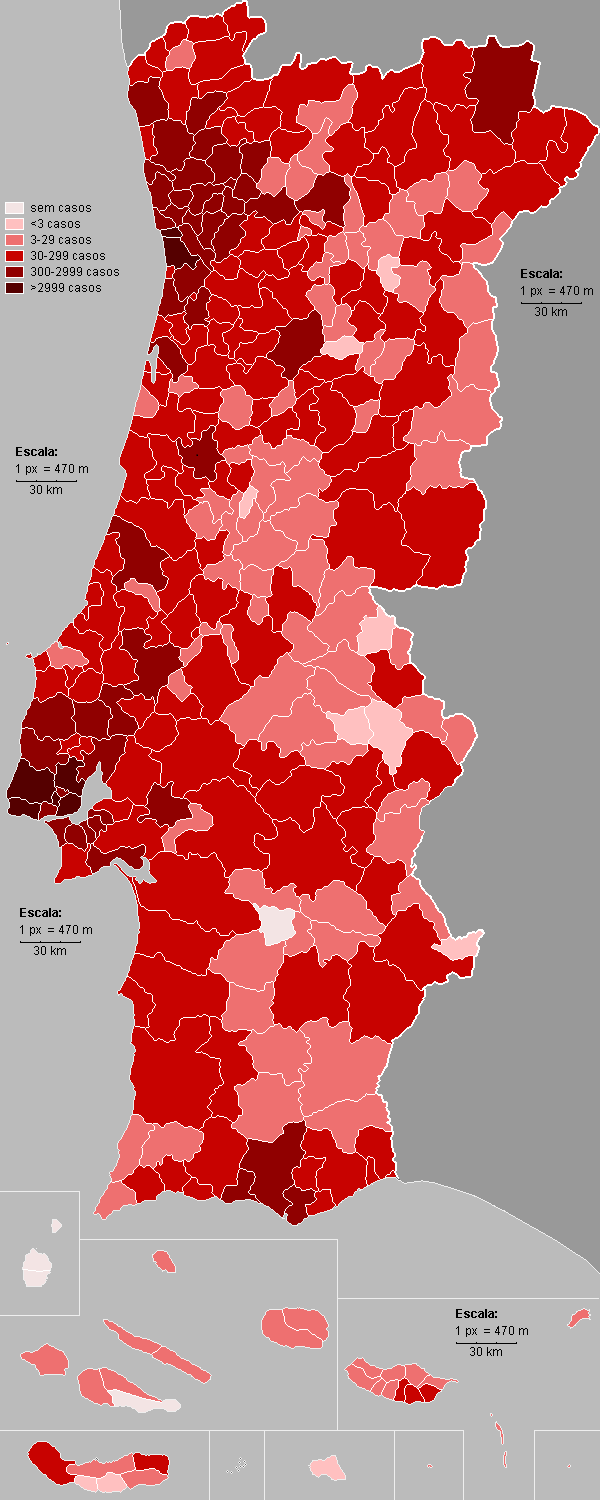
Mappa dei casi in Portogallo (al 6 giugno):
3000 casi o più
300-2 999 casi
30-299 casi
3-29 casi
1-3 casi
0 casi

Il 2 marzo, due casi sono stati confermati in Portogallo, entrambi nella città di Porto. Uno era un medico tornato dalle vacanze nel nord Italia e l'altro un lavoratore spagnolo.

Il 13 marzo 2020, il governo portoghese ha dichiarato lo stato d'emergenza, allertando l'esercito e la protezione civile. È stata decretata la chiusura di tutte le scuole e università e introdotto un sussidio pari al 66% della retribuzione, equamente diviso a carico dello Stato e dei datori di lavoro di quanti svolgono un'attività lavorativa qualificata come non remotizzabile.

Mappa dei casi nel principato di Monaco (al 4 marzo):
Casi confermati
Casi sospetti

     Casi confermati
     Casi sospetti

### Principato di Monaco
Il 29 febbraio Monaco ha confermato la presenza di un uomo positivo al test del SARS-CoV-2 sul proprio territorio, trasferito poi all'ospedale della città francese di Nizza. Un secondo caso è stato confermato il 12 marzo; il malato è stato ricoverato presso l'Ospedale Principessa Grace. Una terza persona è stata trovata positiva il 13 marzo ed è stata sottoposta alla quarantena domiciliare.

### Regno Unito

Mappa dei casi nel Regno Unito

L'Aeroporto di Londra-Heathrow ha rafforzato la sorveglianza dei tre voli diretti che riceve da Wuhan ogni settimana; ognuno sarà accolto da un team di Port Health. Inoltre, tutti gli aeroporti del Regno Unito sono stati dotati di una guida scritta (in inglese, mandarino e cantonese) disponibile per viaggiatori malati. Il governo britannico ha rintracciato fino a 2 000 persone che sono arrivate sui voli da Wuhan. Si è discusso se il governo dovesse assistere il rimpatrio dei titolari di passaporto del Regno Unito dalle aree maggiormente colpite o limitare del tutto il viaggio dalle regioni interessate. Un volo di evacuazione da Wuhan è atterrato alla Royal Air Force Brize Norton il 31 gennaio e i passeggeri, nessuno dei quali presentante sintomi, vengono portati in quarantena, in un blocco residenziale del personale presso l'Arrowe Park Hospital di Wirral. Alcuni cittadini britannici a Wuhan erano stati informati che potevano essere evacuati, ma i loro coniugi e/o figli con passaporto cinese continentale non potevano. Ciò è stato successivamente annullato, ma il ritardo ha comportato che alcune persone hanno perso il volo.
Il 31 gennaio sono stati confermati due casi in Inghilterra, entrambi membri di una famiglia di cittadini cinesi che alloggiavano in un hotel di York che erano stati portati in strutture specializzate a Newcastle upon Tyne. Il 6 febbraio, un terzo caso, un uomo che aveva da poco viaggiato a Singapore, è risultato positivo a Brighton.
Quest'ultimo caso aveva infettato sei dei suoi parenti durante un soggiorno in Alta Savoia; quest'ultimi sono stati ricoverati in ospedale in Francia.
Altri quattro casi sono stati confermati il 10 febbraio, essendo epidemiologicamente collegati a quello riportato il 6 febbraio. Dall'11 febbraio, due dei casi confermati nel Regno Unito sono stati riportati su BBC News come medici di medicina generale. Il 12 febbraio, un nono caso è stato confermato a Londra.
Il 23 febbraio il Dipartimento della Sanità e dell'Assistenza Sociale ha confermato quattro nuovi casi, portando il totale a 13. I quattro erano stati passeggeri della nave da crociera Diamond Princess. Due sono stati trasferiti al Royal Hallamshire Hospital di Sheffield, uno al Royal Liverpool University Hospital e uno alla Royal Victoria Infirmary a Newcastle upon Tyne.

#### Gibilterra
Il territorio ha confermato il suo primo caso il 4 marzo. L'infetto era una persona che aveva viaggiato dal Nord Italia attraverso l'aeroporto di Malaga. Il paziente è in auto-isolamento.

### Repubblica Ceca

Mappa dei casi ogni 100000 residenti in Repubblica Ceca

Il 5 marzo sono stati confermati 12 casi di questa malattia. 10 di questi contagiati erano stati da poco in Italia del nord.

### Romania

Mappa dei casi in Romania (al 29 giugno)

Il 26 febbraio la Romania ha confermato il primo caso di COVID-19 su un uomo di Prigoria entrato in contatto con un italiano di Cattolica; il 28 febbraio l'uomo è risultato negativo ad altri due test ed è stato dichiarato guarito, mentre altri due cittadini rumeni sono risultati positivi, entrambi tornati dall'Italia, uno a Maramureș (poi trasferito nel distretto di Cluj) e l'altra a Timișoara. Il 3 marzo è stato confermato un altro caso a Timișoara, il 4 marzo uno a Timișoara e l'altro a Suceava, il 5 marzo due casi sono stati confermati come guariti a Timișoara, il 6 marzo sono stati confermati altri tre casi (a Timișoara, nel distretto di Olt e a Hunedoara), il 7 marzo altri 4 (a Timișoara, a Hunedoara, a Bucarest e a Galați), l'8 marzo altri 2 (a Bucarest e nel distretto di Mureș) e il 9 marzo altri 2 (a Bucarest e a Buzău).
All'11 marzo in Romania sono stati così confermati 47 casi e 7 guarigioni.

### Russia
100–999 casi confermati
     1 000–9 999 casi confermati
     1 0000–99 999 casi confermati
     100 000+ casi confermati

Mappa dei casi in Russia (al 9 maggio):
100–999 casi confermati
1000–9999 casi confermati
10000–99999 casi confermati
100000+ casi confermati

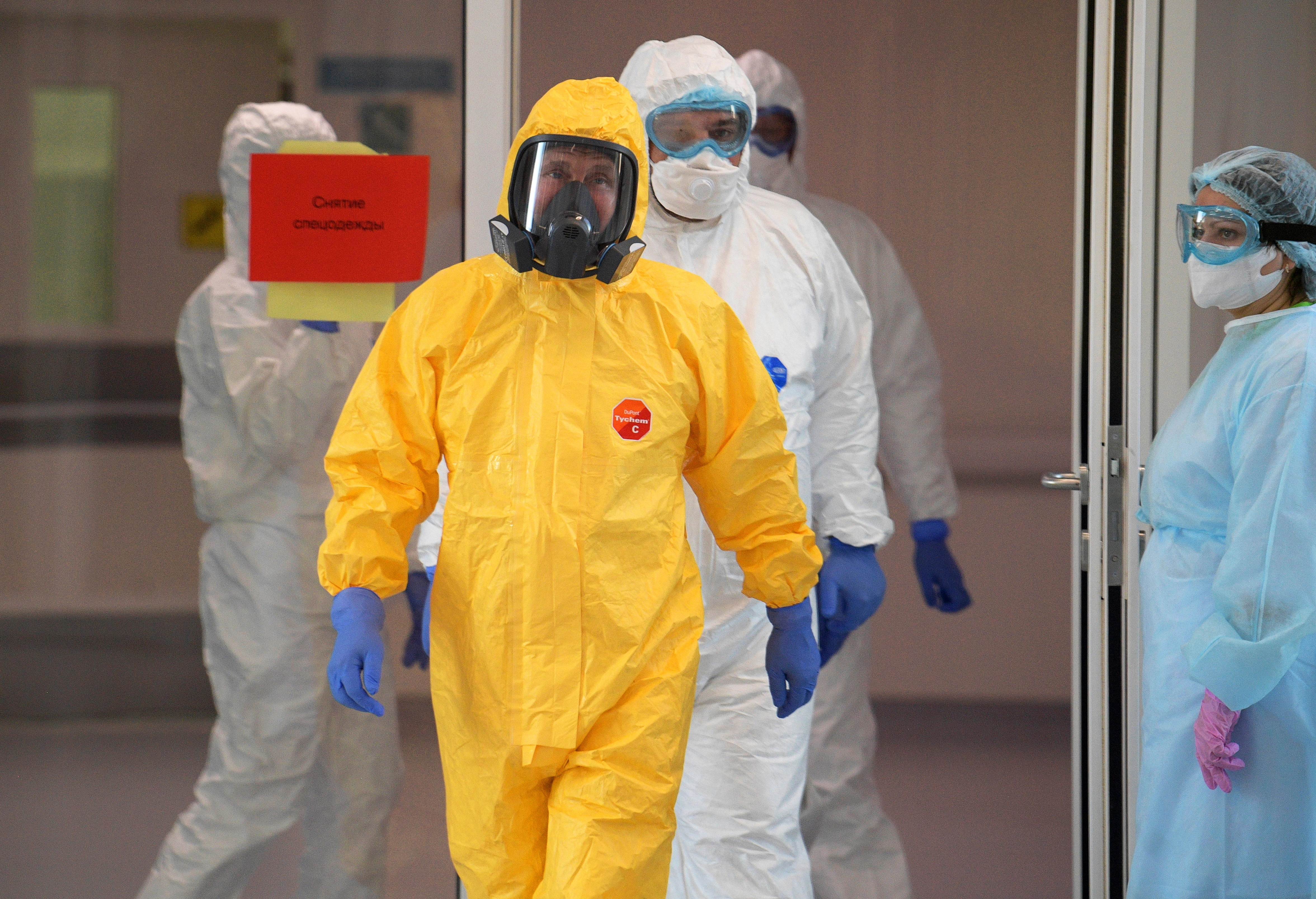
Il presidente russo Vladimir Putin visita i pazienti affetti da COVID-19 all'ospedale di Mosca il 24 marzo

Il Servizio Federale per la Sorveglianza della Protezione dei Diritti dei Consumatori e del Benessere Umano (Rospotrebnadzor) ha consigliato ai turisti di astenersi dal visitare Wuhan e di stare lontano dagli zoo cinesi e dai mercati che vendono animali e frutti di mare. Il Rospotrebnadzor ha anche affermato che era in corso lo sviluppo di un vaccino contro il virus, basandosi sulle raccomandazioni dell'Organizzazione Mondiale della Sanità. La città russa di Blagoveščensk, vicino al confine cinese, ha limitato l'accesso al paese. Lo scambio culturale e le visite ufficiali in Cina sono state annullate. I governatori dell'oblast' dell'Amur, Vasilij Orlov,  e dell'oblast' di Penza, Ivan Belozercev, hanno invitato i residenti a evitare del tutto i viaggi in Cina. Ai residenti di grandi città è stato detto di evitare il contatto con i turisti provenienti dalla Cina.
Il 31 gennaio sono stati confermati due casi, uno nell'oblast' di Tjumen', l'altro nel Territorio della Transbajkalia.
Il 13 febbraio, la polizia ha arrestato una donna che ha violato i protocolli di quarantena dopo essere stata espulsa dalla Cina e testata negativa al virus.
Il 2 marzo è stato confermato il primo caso nell'oblast' di Mosca.
Il 7 marzo sono stati confermati quattro nuovi casi, tre a Lipeck e uno a San Pietroburgo. Tutte le persone hanno visitato l'Italia nelle due settimane precedenti.
Il 10 marzo, il sindaco di Mosca Sergej Semënovič Sobjanin ha firmato un decreto per il divieto di eventi di massa a Mosca con più di 5 000 partecipanti dal 10 marzo al 10 aprile.

### San Marino
Il primo caso sammarinese, un uomo di 88 anni, è stato confermato dalle autorità il 27 febbraio, seguito il giorno successivo dal secondo caso. Il primo contagiato è poi morto il successivo 1º marzo all'ospedale di Rimini.
Il 5 marzo si contavano 22 casi confermati, compresa la prima vittima.
Il 21 marzo si contavano 136 casi confermati e 20 decessi, sei di questi deceduti in un giorno e 390 persone risultavano ancora in quarantena.
Il 1º maggio il nuovo aggiornamento dell'ISS evidenzia un aumento di nuovi casi di infezione, portando il totale dei casi a 580, con 41 decessi e 82 guarigioni. Il numero complessivo di tamponi fatti ammonta a 2386.

### Serbia
1–35 casi
     39–138 casi
     151–1014 casi
     +1882 casi

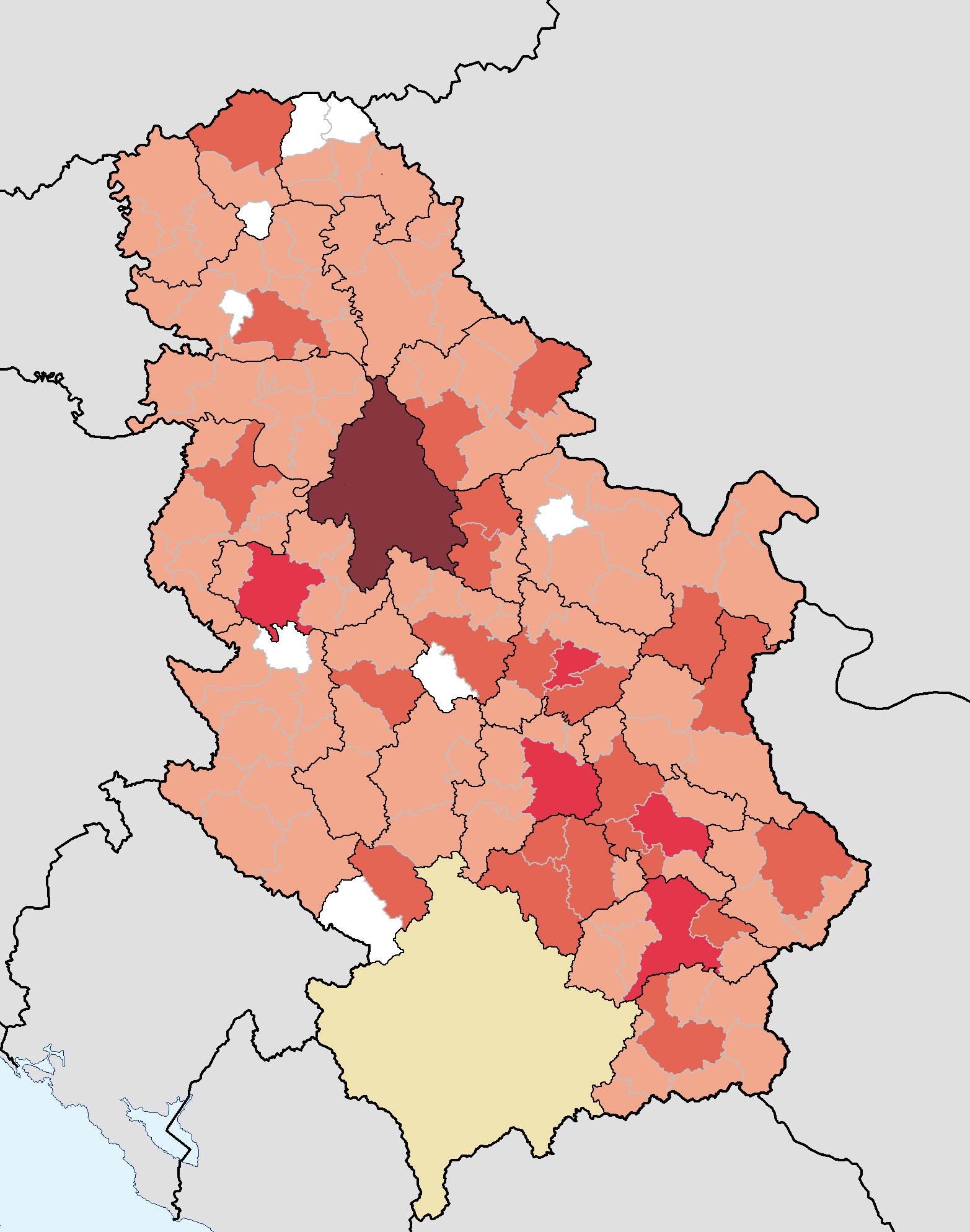
Mappa dei casi in Serbia (al 16 maggio):
1–35 casi
39–138 casi
151–1014 casi
+1882 casi

Il 6 marzo la Serbia ha confermato che un uomo di Bačka Topola è risultato positivo al test dopo essere stato a Budapest. Il 9 marzo un cittadino cinese sul territorio serbo è risultato positivo e il 10 marzo altri due casi sono stati confermati.

### Slovacchia

Mappa dei casi in Slovacchia ogni 100000 abitanti

Il 6 marzo la Slovacchia ha confermato che un uomo è risultato positivo al test e il 7 marzo anche la moglie e il figlio sono stati confermati come infettati. Al 9 marzo i casi in Slovacchia sono risultati 7.

### Slovenia

Mappa dei casi in Slovenia ogni 100000 abitanti

Il 4 marzo 2020 la Slovenia ha confermato il suo primo caso. Un paziente di circa 60 anni era tornato dal Marocco pochi giorni prima (via Italia) ed è stato ricoverato in un ospedale di Lubiana.

### Spagna

Casi ogni 100000 residenti in Spagna

Il 31 gennaio, il primo caso in Spagna, un paziente tedesco, è stato confermato sull'isola di La Gomera nelle Canarie.
Il 9 febbraio, il secondo caso è stato riportato essere un uomo britannico a Palma di Maiorca.
Il 24 febbraio, un medico italiano dalla Lombardia, in vacanza a Tenerife, è risultato positivo all'Hospital Universitario Nuestra Señora de Candelaria.
Il 25 febbraio, quattro nuovi casi relativi al focolaio italiano sono stati confermati in Spagna. La moglie del medico lombardo, che era in vacanza a Tenerife, è risultata anch'essa positiva. Anche un'altra donna italiana di 36 anni residente in Spagna, la quale ha soggiornato a Bergamo e Milano dal 12 al 22 febbraio, è risultata positiva a Barcellona. Un uomo spagnolo di Vila-real, che di recente era stato a Milano, è risultato positivo ed è stato ricoverato all'Ospedale Universitario De La Plana. Un uomo di 24 anni, da poco tornato dal Nord Italia, è risultato positivo ed è stato ricoverato all'Ospedale Carlos III di Madrid.
Il 26 febbraio, anche altri due turisti italiani, che erano in vacanza insieme al medico italiano e sua moglie, sono risultati positivi. Il gruppo è stato trasferito all'Hospital Universitario Nuestra Señora de Candelaria e sottoposto a quarantena. A Barcellona, un uomo di 22 anni, di ritorno da una visita in Italia di pochi giorni prima, è risultato positivo. Viene riportato anche un secondo caso a Madrid. A Siviglia si conferma il primo caso in Andalusia e il 12º nel paese, un uomo di 62 anni.
Al 12 marzo, c'erano quasi 3 000 casi attivi confermati e 84 morti in Spagna.

### Svezia

Mappa dei casi in Svezia

Il 31 gennaio, una paziente dell'ospedale della contea di Ryhov a Jönköping è risultata positiva al virus. Aveva visitato l'area intorno a Wuhan. Dal 5 febbraio viene tenuta in isolamento presso la clinica per le malattie infettive. La paziente non è gravemente ammalata.
Il 26 febbraio, in seguito al focolaio italiano e iraniano, in Svezia sono comparsi gruppi di infezioni provenienti da questi due paesi. Numerose persone a Västra Götaland, Jönköping, Stoccolma, Uppsala sono risultate positive e sono state ammesse alle unità di malattie infettive nelle rispettive contee.
Al 4 marzo, ci sono stati 52 casi confermati e una guarigione in Svezia.
La linea morbida adottata, di fronte all'epidemia di coronavirus, sembra essere finita con la prossima adozione di misure restrittive, dopo avere constatato l'aumento a 6 800 contagi e a 401 decessi complessivi (il numero più alto tra i tre paesi scandinavi, fino al 6 aprile): inoltre, si aggrava il focolaio della città di Stoccolma che sta colpendo anche le case di cura con ospiti anziani. Il governo pensa di dover chiudere temporaneamente aeroporti, trasporti pubblici, negozi, ristoranti. Non è ancora convinto dell'isolamento forzato l'epidepidemiologo Anders Tegnell che resta dell'idea di fare progredire in modo naturale l'epidemia: i malati restino a casa per non sovraccaricare il sistema sanitario. Fino ad oggi gli svedesi continuano la propria normale vita sociale, a frequentare i negozi ed i bambini sotto ai 16 anni di età ad andare a scuola.

### Svizzera
1–9 casi confermati
     10–49 casi confermati
     50–99 casi confermati
     100-499 casi confermati
     500-999 casi confermati
     1 000+ casi confermati

Mappa dei casi in Svizzera (al 29 marzo):
1–9 casi confermati
10–49 casi confermati
50–99 casi confermati
100-499 casi confermati
500-999 casi confermati
1000+ casi confermati

Il 25 febbraio, la Svizzera ha confermato il suo primo caso di coronavirus, un uomo di 70 anni nel Ticino, il cantone di lingua italiana al confine con l'Italia stessa; l'uomo
aveva precedentemente visitato Milano. Successivamente, sono stati scoperti più casi relativi ai focolai italiani in più cantoni, tra cui Basilea Città, Zurigo e Grigioni. Sono stati inoltre confermati molteplici casi isolati non correlati ai focolai italiani.
Il 28 febbraio il Consiglio federale ha annunciato un divieto immediato di tutti gli eventi con oltre 1 000 partecipanti.
Al 2 marzo, c'erano 42 casi confermati in Svizzera e 1 decesso.

### Turchia
L'11 marzo la Turchia ha dichiarato il suo primo caso confermato di COVID-19, con annuncio del ministro della Sanità, Fahrettin Koca.

### Ucraina

Mappa dei casi in Ucraina con indicazione del numero dei contagiati

Il 27 gennaio SkyUp, una compagnia aerea charter ucraina a basso costo, ha annunciato di aver sospeso i voli per Sanya, Hainan, fino al mese di marzo.
Il 4 febbraio, l'Ukraine International Airlines ha sospeso il suo servizio di charter per l'aeroporto internazionale di Sanya Phoenix ad Hainan. Inizialmente, la sospensione doveva durare fino al 24 febbraio, sebbene la compagnia aerea non avesse ancora indicato di riprendere i voli.
Il 24 febbraio, l'Aeroporto di Kiev-Boryspil' e lAeroporto di Kiev-Žuljany avrebbero dovuto implementare procedure di screening termico per i viaggiatori provenienti dall'Italia, ma il personale era o non dotato di termo-camere o ha ignorato il protocollo.
Il 3 marzo l'Ucraina ha annunciato il suo primo caso confermato di COVID-19. Un uomo aveva viaggiato in aereo dall'Italia alla Romania e poi era arrivato in Ucraina in auto.

### Ungheria

Mappa dei casi confermati ogni 100000 abitanti in Ungheria

Il 4 marzo, il primo ministro Viktor Orbán ha annunciato che due studenti iraniani erano stati infettati dal virus. Gli studenti sono asintomatici e sono stati trasportati all'ospedale Saint Ladislaus di Budapest.

## Andamento dei contagi
| Data                                                 | Data       |  | Numero di casi    | Numero di morti |
| ---------------------------------------------------- | ---------- |  | ----------------- | --------------- |
| 27-01-2020                                           | 27-01-2020 |  | 4(N.D.)           |                 |
| 28-01-2020                                           | 28-01-2020 |  | 8(+100%)          |                 |
| 29-01-2020                                           | 29-01-2020 |  | 10(+25%)          |                 |
| 30-01-2020                                           | 30-01-2020 |  | 11(+10%)          |                 |
| 31-01-2020                                           | 31-01-2020 |  | 20(+82%)          |                 |
| 01-02-2020                                           | 01-02-2020 |  | 23(+15%)          |                 |
| 02-02-2020                                           | 02-02-2020 |  | 25(+8,7%)         |                 |
| 03-02-2020                                           | 03-02-2020 |  | 27(+8%)           |                 |
| 04-02-2020                                           | 04-02-2020 |  | 28(+3,7%)         |                 |
| 05-02-2020                                           | 05-02-2020 |  | 28(=)             |                 |
| 06-02-2020                                           | 06-02-2020 |  | 29(+3,6%)         |                 |
| 07-02-2020                                           | 07-02-2020 |  | 32(+10%)          |                 |
| 08-02-2020                                           | 08-02-2020 |  | 37(+16%)          |                 |
| 09-02-2020                                           | 09-02-2020 |  | 38(+2,7%)         |                 |
| 10-02-2020                                           | 10-02-2020 |  | 43(+13%)          |                 |
| 11-02-2020                                           | 11-02-2020 |  | 45(+4,7%)         |                 |
| 12-02-2020                                           | 12-02-2020 |  | 46(+2,2%)         |                 |
| 13-02-2020                                           | 13-02-2020 |  | 46(=)             |                 |
| 14-02-2020                                           | 14-02-2020 |  | 46(=)             |                 |
| 15-02-2020                                           | 15-02-2020 |  | 47(+2,2%)         | 1(N.D.)         |
| 16-02-2020                                           | 16-02-2020 |  | 47(=)             | 1(=)            |
| 17-02-2020                                           | 17-02-2020 |  | 47(=)             | 1(=)            |
| 18-02-2020                                           | 18-02-2020 |  | 47(=)             | 1(=)            |
| 19-02-2020                                           | 19-02-2020 |  | 47(=)             | 1(=)            |
| 20-02-2020                                           | 20-02-2020 |  | 47(=)             | 1(=)            |
| 21-02-2020                                           | 21-02-2020 |  | 64(+36%)          | 2(+100%)        |
| 22-02-2020                                           | 22-02-2020 |  | 106(+66%)         | 3(+50%)         |
| 23-02-2020                                           | 23-02-2020 |  | 199(+88%)         | 4(+33%)         |
| 24-02-2020                                           | 24-02-2020 |  | 277(+39%)         | 8(+100%)        |
| 25-02-2020                                           | 25-02-2020 |  | 382(+38%)         | 11(+38%)        |
| 26-02-2020                                           | 26-02-2020 |  | 541(+42%)         | 14(+27%)        |
| 27-02-2020                                           | 27-02-2020 |  | 805(+49%)         | 19(+36%)        |
| 28-02-2020                                           | 28-02-2020 |  | 1 101(+37%)       | 23(+21%)        |
| 29-02-2020                                           | 29-02-2020 |  | 1 466(+33%)       | 31(+35%)        |
| 01-03-2020                                           | 01-03-2020 |  | 2 203(+50%)       | 36(+16%)        |
| 02-03-2020                                           | 02-03-2020 |  | 2 730(+24%)       | 55(+53%)        |
| 03-03-2020                                           | 03-03-2020 |  | 3 359(+23%)       | 85(+55%)        |
| 04-03-2020                                           | 04-03-2020 |  | 4 340(+29%)       | 114(+34%)       |
| 05-03-2020                                           | 05-03-2020 |  | 5 739(+32%)       | 160(+40%)       |
| 06-03-2020                                           | 06-03-2020 |  | 7 514(+31%)       | 216(+35%)       |
| 07-03-2020                                           | 07-03-2020 |  | 9 651(+28%)       | 259(+20%)       |
| 08-03-2020                                           | 08-03-2020 |  | 12 197(+26%)      | 411(+59%)       |
| 09-03-2020                                           | 09-03-2020 |  | 14 979(+23%)      | 522(+27%)       |
| 10-03-2020                                           | 10-03-2020 |  | 18 494(+23%)      | 716(+37%)       |
| 11-03-2020                                           | 11-03-2020 |  | 23 506(+27%)      | 959(+34%)       |
| 12-03-2020                                           | 12-03-2020 |  | 24 851(+5,7%)     | 966(+0,73%)     |
| 13-03-2020                                           | 13-03-2020 |  | 36 348(+46%)      | 1 516(+57%)     |
| 14-03-2020                                           | 14-03-2020 |  | 46 501(+28%)      | 1 812(+20%)     |
| 15-03-2020                                           | 15-03-2020 |  | 54 865(+18%)      | 2 295(+27%)     |
| 16-03-2020                                           | 16-03-2020 |  | 65 656(+20%)      | 2 802(+22%)     |
| 17-03-2020                                           | 17-03-2020 |  | 76 927(+17%)      | 3 392(+21%)     |
| 18-03-2020                                           | 18-03-2020 |  | 90 513(+18%)      | 4 011(+18%)     |
| 19-03-2020                                           | 19-03-2020 |  | 108 980(+20%)     | 4 876(+22%)     |
| 20-03-2020                                           | 20-03-2020 |  | 129 618(+19%)     | 6 065(+24%)     |
| 21-03-2020                                           | 21-03-2020 |  | 151 525(+17%)     | 7 497(+24%)     |
| 22-03-2020                                           | 22-03-2020 |  | 170 433(+12%)     | 8 836(+18%)     |
| 23-03-2020                                           | 23-03-2020 |  | 194 465(+14%)     | 10 263(+16%)    |
| 24-03-2020                                           | 24-03-2020 |  | 220 645(+13%)     | 12 139(+18%)    |
| 25-03-2020                                           | 25-03-2020 |  | 250 939(+14%)     | 14 236(+17%)    |
| 26-03-2020                                           | 26-03-2020 |  | 286 339(+14%)     | 16 464(+16%)    |
| 27-03-2020                                           | 27-03-2020 |  | 321 506(+12%)     | 18 833(+14%)    |
| 28-03-2020                                           | 28-03-2020 |  | 358 633(+12%)     | 21 580(+15%)    |
| 29-03-2020                                           | 29-03-2020 |  | 386 469(+7,8%)    | 24 051(+11%)    |
| 30-03-2020                                           | 30-03-2020 |  | 422 714(+9,4%)    | 26 784(+11%)    |
| 31-03-2020                                           | 31-03-2020 |  | 462 047(+9,3%)    | 30 204(+13%)    |
| 01-04-2020                                           | 01-04-2020 |  | 501 236(+8,5%)    | 33 658(+11%)    |
| 02-04-2020                                           | 02-04-2020 |  | 541 244(+8%)      | 38 459(+14%)    |
| 03-04-2020                                           | 03-04-2020 |  | 579 564(+7,1%)    | 42 491(+10%)    |
| 04-04-2020                                           | 04-04-2020 |  | 615 810(+6,3%)    | 46 545(+9,5%)   |
| 05-04-2020                                           | 05-04-2020 |  | 649 701(+5,5%)    | 49 664(+6,7%)   |
| 06-04-2020                                           | 06-04-2020 |  | 679 154(+4,5%)    | 52 973(+6,7%)   |
| 07-04-2020                                           | 07-04-2020 |  | 712 107(+4,9%)    | 57 966(+9,4%)   |
| 08-04-2020                                           | 08-04-2020 |  | 749 358(+5,2%)    | 61 811(+6,6%)   |
| 09-04-2020                                           | 09-04-2020 |  | 786 264(+4,9%)    | 66 367(+7,4%)   |
| 10-04-2020                                           | 10-04-2020 |  | 829 826(+5,5%)    | 70 915(+6,9%)   |
| 11-04-2020                                           | 11-04-2020 |  | 867 006(+4,5%)    | 74 470(+5%)     |
| 12-04-2020                                           | 12-04-2020 |  | 899 943(+3,8%)    | 77 851(+4,5%)   |
| 13-04-2020                                           | 13-04-2020 |  | 927 621(+3,1%)    | 81 013(+4,1%)   |
| 14-04-2020                                           | 14-04-2020 |  | 960 852(+3,6%)    | 84 724(+4,6%)   |
| 15-04-2020                                           | 15-04-2020 |  | 994 391(+3,5%)    | 89 394(+5,5%)   |
| 16-04-2020                                           | 16-04-2020 |  | 1 030 500(+3,6%)  | 93 570(+4,7%)   |
| 17-04-2020                                           | 17-04-2020 |  | 1 065 012(+3,3%)  | 97 459(+4,2%)   |
| 18-04-2020                                           | 18-04-2020 |  | 1 099 626(+3,3%)  | 101 078(+3,7%)  |
| 19-04-2020                                           | 19-04-2020 |  | 1 132 826(+3%)    | 103 931(+2,8%)  |
| 20-04-2020                                           | 20-04-2020 |  | 1 163 340(+2,7%)  | 106 466(+2,4%)  |
| 21-04-2020                                           | 21-04-2020 |  | 1 194 863(+2,7%)  | 110 098(+3,4%)  |
| 22-04-2020                                           | 22-04-2020 |  | 1 225 549(+2,6%)  | 113 486(+3,1%)  |
| 23-04-2020                                           | 23-04-2020 |  | 1 254 649(+2,4%)  | 116 504(+2,7%)  |
| 24-04-2020                                           | 24-04-2020 |  | 1 275 321(+1,6%)  | 119 842(+2,9%)  |
| 25-04-2020                                           | 25-04-2020 |  | 1 303 974(+2,2%)  | 122 740(+2,4%)  |
| 26-04-2020                                           | 26-04-2020 |  | 1 329 187(+1,9%)  | 124 600(+1,5%)  |
| 27-04-2020                                           | 27-04-2020 |  | 1 351 924(+1,7%)  | 126 755(+1,7%)  |
| 28-04-2020                                           | 28-04-2020 |  | 1 375 029(+1,7%)  | 129 239(+2%)    |
| 29-04-2020                                           | 29-04-2020 |  | 1 401 006(+1,9%)  | 135 871(+5,1%)  |
| 30-04-2020                                           | 30-04-2020 |  | 1 427 457(+1,9%)  | 138 269(+1,8%)  |
| 01-05-2020                                           | 01-05-2020 |  | 1 455 189(+1,9%)  | 140 326(+1,5%)  |
| 02-05-2020                                           | 02-05-2020 |  | 1 479 631(+1,7%)  | 142 135(+1,3%)  |
| 03-05-2020                                           | 03-05-2020 |  | 1 506 199(+1,8%)  | 143 784(+1,2%)  |
| 04-05-2020                                           | 04-05-2020 |  | 1 530 263(+1,6%)  | 145 522(+1,2%)  |
| 05-05-2020                                           | 05-05-2020 |  | 1 555 165(+1,6%)  | 147 597(+1,4%)  |
| 06-05-2020                                           | 06-05-2020 |  | 1 586 711(+2%)    | 150 193(+1,8%)  |
| 07-05-2020                                           | 07-05-2020 |  | 1 615 829(+1,8%)  | 152 080(+1,3%)  |
| 08-05-2020                                           | 08-05-2020 |  | 1 642 659(+1,7%)  | 154 137(+1,4%)  |
| 09-05-2020                                           | 09-05-2020 |  | 1 665 991(+1,4%)  | 155 299(+0,75%) |
| 10-05-2020                                           | 10-05-2020 |  | 1 689 705(+1,4%)  | 156 493(+0,77%) |
| 11-05-2020                                           | 11-05-2020 |  | 1 714 993(+1,5%)  | 157 738(+0,8%)  |
| 12-05-2020                                           | 12-05-2020 |  | 1 738 539(+1,4%)  | 159 620(+1,2%)  |
| 13-05-2020                                           | 13-05-2020 |  | 1 759 901(+1,2%)  | 161 115(+0,94%) |
| 14-05-2020                                           | 14-05-2020 |  | 1 782 396(+1,3%)  | 162 793(+1%)    |
| 15-05-2020                                           | 15-05-2020 |  | 1 805 712(+1,3%)  | 164 308(+0,93%) |
| 16-05-2020                                           | 16-05-2020 |  | 1 826 985(+1,2%)  | 165 658(+0,82%) |
| 17-05-2020                                           | 17-05-2020 |  | 1 846 704(+1,1%)  | 166 784(+0,68%) |
| 18-05-2020                                           | 18-05-2020 |  | 1 864 700(+0,97%) | 167 650(+0,52%) |
| 19-05-2020                                           | 19-05-2020 |  | 1 883 325(+1%)    | 168 856(+0,72%) |
| 20-05-2020                                           | 20-05-2020 |  | 1 899 491(+0,86%) | 169 871(+0,6%)  |
| 21-05-2020                                           | 21-05-2020 |  | 1 917 867(+0,97%) | 170 925(+0,62%) |
| 22-05-2020                                           | 22-05-2020 |  | 1 938 904(+1,1%)  | 172 474(+0,91%) |
| 23-05-2020                                           | 23-05-2020 |  | 1 957 316(+0,95%) | 173 452(+0,57%) |
| 24-05-2020                                           | 24-05-2020 |  | 1 974 880(+0,9%)  | 174 073(+0,36%) |
| 25-05-2020                                           | 25-05-2020 |  | 1 990 094(+0,77%) | 172 739(−0,77%) |
| 26-05-2020                                           | 26-05-2020 |  | 2 009 554(+0,98%) | 173 850(+0,64%) |
| 27-05-2020                                           | 27-05-2020 |  | 2 025 815(+0,81%) | 174 934(+0,62%) |
| 28-05-2020                                           | 28-05-2020 |  | 2 047 457(+1,1%)  | 175 906(+0,56%) |
| 29-05-2020                                           | 29-05-2020 |  | 2 065 761(+0,89%) | 176 908(+0,57%) |
| 30-05-2020                                           | 30-05-2020 |  | 2 084 121(+0,89%) | 177 703(+0,45%) |
| 31-05-2020                                           | 31-05-2020 |  | 2 100 581(+0,79%) | 178 179(+0,27%) |
| 01-06-2020                                           | 01-06-2020 |  | 2 111 480(+0,52%) | 178 389(+0,12%) |
| 02-06-2020                                           | 02-06-2020 |  | 2 130 499(+0,9%)  | 180 008(+0,91%) |
| 03-06-2020                                           | 03-06-2020 |  | 2 148 448(+0,84%) | 180 935(+0,51%) |
| 04-06-2020                                           | 04-06-2020 |  | 2 166 200(+0,83%) | 181 594(+0,36%) |
| 05-06-2020                                           | 05-06-2020 |  | 2 184 075(+0,83%) | 182 479(+0,49%) |
| 06-06-2020                                           | 06-06-2020 |  | 2 201 763(+0,81%) | 183 130(+0,36%) |
| 07-06-2020                                           | 07-06-2020 |  | 2 218 429(+0,76%) | 183 522(+0,21%) |
| 08-06-2020                                           | 08-06-2020 |  | 2 234 346(+0,72%) | 183 958(+0,24%) |
| 09-06-2020                                           | 09-06-2020 |  | 2 250 942(+0,74%) | 184 792(+0,45%) |
| 10-06-2020                                           | 10-06-2020 |  | 2 266 676(+0,7%)  | 185 572(+0,42%) |
| 11-06-2020                                           | 11-06-2020 |  | 2 284 256(+0,78%) | 186 118(+0,29%) |
| 12-06-2020                                           | 12-06-2020 |  | 2 302 933(+0,82%) | 186 738(+0,33%) |
| 13-06-2020                                           | 13-06-2020 |  | 2 320 965(+0,78%) | 187 275(+0,29%) |
| 14-06-2020                                           | 14-06-2020 |  | 2 338 318(+0,75%) | 187 582(+0,16%) |
| 15-06-2020                                           | 15-06-2020 |  | 2 353 967(+0,67%) | 187 939(+0,19%) |
| 16-06-2020                                           | 16-06-2020 |  | 2 370 724(+0,71%) | 188 693(+0,4%)  |
| 17-06-2020                                           | 17-06-2020 |  | 2 388 681(+0,76%) | 189 423(+0,39%) |
| 18-06-2020                                           | 18-06-2020 |  | 2 406 292(+0,74%) | 190 026(+0,32%) |
| 19-06-2020                                           | 19-06-2020 |  | 2 422 316(+0,67%) | 191 743(+0,9%)  |
| 20-06-2020                                           | 20-06-2020 |  | 2 438 171(+0,65%) | 192 228(+0,25%) |
| 21-06-2020                                           | 21-06-2020 |  | 2 452 759(+0,6%)  | 192 490(+0,14%) |
| 22-06-2020                                           | 22-06-2020 |  | 2 470 479(+0,72%) | 192 810(+0,17%) |
| 23-06-2020                                           | 23-06-2020 |  | 2 487 150(+0,67%) | 193 526(+0,37%) |
| 24-06-2020                                           | 24-06-2020 |  | 2 503 307(+0,65%) | 194 009(+0,25%) |
| 25-06-2020                                           | 25-06-2020 |  | 2 519 914(+0,66%) | 194 452(+0,23%) |
| 26-06-2020                                           | 26-06-2020 |  | 2 536 204(+0,65%) | 195 047(+0,31%) |
| 27-06-2020                                           | 27-06-2020 |  | 2 552 033(+0,62%) | 195 477(+0,22%) |
| 28-06-2020                                           | 28-06-2020 |  | 2 565 494(+0,53%) | 195 740(+0,13%) |
| 29-06-2020                                           | 29-06-2020 |  | 2 582 958(+0,68%) | 196 069(+0,17%) |
| 30-06-2020                                           | 30-06-2020 |  | 2 597 425(+0,56%) | 196 609(+0,28%) |
| 01-07-2020                                           | 01-07-2020 |  | 2 612 967(+0,6%)  | 197 201(+0,3%)  |
| 02-07-2020                                           | 02-07-2020 |  | 2 628 067(+0,58%) | 197 586(+0,2%)  |
| 03-07-2020                                           | 03-07-2020 |  | 2 613 500(−0,55%) | 198 198(+0,31%) |
| 04-07-2020                                           | 04-07-2020 |  | 2 626 669(+0,5%)  | 198 580(+0,19%) |
| 05-07-2020                                           | 05-07-2020 |  | 2 639 197(+0,48%) | 198 854(+0,14%) |
| 06-07-2020                                           | 06-07-2020 |  | 2 655 867(+0,63%) | 199 170(+0,16%) |
| 07-07-2020                                           | 07-07-2020 |  | 2 669 036(+0,5%)  | 199 760(+0,3%)  |
| 08-07-2020                                           | 08-07-2020 |  | 2 684 001(+0,56%) | 200 288(+0,26%) |
| 09-07-2020                                           | 09-07-2020 |  | 2 698 841(+0,55%) | 200 746(+0,23%) |
| 10-07-2020                                           | 10-07-2020 |  | 2 714 637(+0,59%) | 201 169(+0,21%) |
| 11-07-2020                                           | 11-07-2020 |  | 2 728 679(+0,52%) | 201 660(+0,24%) |
| 12-07-2020                                           | 12-07-2020 |  | 2 741 585(+0,47%) | 201 914(+0,13%) |
| 13-07-2020                                           | 13-07-2020 |  | 2 758 022(+0,6%)  | 202 180(+0,13%) |
| 14-07-2020                                           | 14-07-2020 |  | 2 771 605(+0,49%) | 202 661(+0,24%) |
| 15-07-2020                                           | 15-07-2020 |  | 2 787 359(+0,57%) | 203 159(+0,25%) |
| 16-07-2020                                           | 16-07-2020 |  | 2 803 113(+0,57%) | 203 589(+0,21%) |
| 17-07-2020                                           | 17-07-2020 |  | 2 819 733(+0,59%) | 204 050(+0,23%) |
| 18-07-2020                                           | 18-07-2020 |  | 2 834 508(+0,52%) | 204 363(+0,15%) |
| 19-07-2020                                           | 19-07-2020 |  | 2 847 548(+0,46%) | 204 589(+0,11%) |
| 20-07-2020                                           | 20-07-2020 |  | 2 864 817(+0,61%) | 204 823(+0,11%) |
| 21-07-2020                                           | 21-07-2020 |  | 2 880 748(+0,56%) | 205 258(+0,21%) |
| 22-07-2020                                           | 22-07-2020 |  | 2 898 528(+0,62%) | 205 698(+0,21%) |
| 23-07-2020                                           | 23-07-2020 |  | 2 917 126(+0,64%) | 206 090(+0,19%) |
| 24-07-2020                                           | 24-07-2020 |  | 2 935 264(+0,62%) | 206 547(+0,22%) |
| 25-07-2020                                           | 25-07-2020 |  | 2 949 475(+0,48%) | 206 885(+0,16%) |
| 26-07-2020                                           | 26-07-2020 |  | 2 963 550(+0,48%) | 202 445(−2,1%)  |
| 27-07-2020                                           | 27-07-2020 |  | 2 977 870(+0,48%) | 202 674(+0,11%) |
| 28-07-2020                                           | 28-07-2020 |  | 3 002 466(+0,83%) | 203 011(+0,17%) |
| 29-07-2020                                           | 29-07-2020 |  | 3 020 256(+0,59%) | 203 425(+0,2%)  |
| 30-07-2020                                           | 30-07-2020 |  | 3 040 846(+0,68%) | 203 757(+0,16%) |
| 31-07-2020                                           | 31-07-2020 |  | 3 063 319(+0,74%) | 204 154(+0,19%) |
| 01-08-2020                                           | 01-08-2020 |  | 3 078 282(+0,49%) | 204 400(+0,12%) |
| 02-08-2020                                           | 02-08-2020 |  | 3 092 739(+0,47%) | 204 648(+0,12%) |
| 03-08-2020                                           | 03-08-2020 |  | 3 115 449(+0,73%) | 204 878(+0,11%) |
| 04-08-2020                                           | 04-08-2020 |  | 3 138 862(+0,75%) | 205 323(+0,22%) |
| 05-08-2020                                           | 05-08-2020 |  | 3 156 747(+0,57%) | 205 688(+0,18%) |
| 06-08-2020                                           | 06-08-2020 |  | 3 182 883(+0,83%) | 206 030(+0,17%) |
| 07-08-2020                                           | 07-08-2020 |  | 3 209 248(+0,83%) | 206 370(+0,17%) |
| 08-08-2020                                           | 08-08-2020 |  | 3 225 109(+0,49%) | 206 666(+0,14%) |
| 09-08-2020                                           | 09-08-2020 |  | 3 239 497(+0,45%) | 206 874(+0,1%)  |
| 10-08-2020                                           | 10-08-2020 |  | 3 268 865(+0,91%) | 207 221(+0,17%) |
| 11-08-2020                                           | 11-08-2020 |  | 3 287 140(+0,56%) | 207 558(+0,16%) |
| 12-08-2020                                           | 12-08-2020 |  | 3 313 751(+0,81%) | 207 917(+0,17%) |
| 13-08-2020                                           | 13-08-2020 |  | 3 338 986(+0,76%) | 208 330(+0,2%)  |
| 14-08-2020                                           | 14-08-2020 |  | 3 367 976(+0,87%) | 208 689(+0,17%) |
| 15-08-2020                                           | 15-08-2020 |  | 3 391 697(+0,7%)  | 209 157(+0,22%) |
| 16-08-2020                                           | 16-08-2020 |  | 3 407 029(+0,45%) | 209 371(+0,1%)  |
| 17-08-2020                                           | 17-08-2020 |  | 3 441 579(+1%)    | 209 634(+0,13%) |
| 18-08-2020                                           | 18-08-2020 |  | 3 464 111(+0,65%) | 209 978(+0,16%) |
| 19-08-2020                                           | 19-08-2020 |  | 3 489 057(+0,72%) | 210 439(+0,22%) |
| 20-08-2020                                           | 20-08-2020 |  | 3 515 608(+0,76%) | 210 782(+0,16%) |
| 21-08-2020                                           | 21-08-2020 |  | 3 559 563(+1,3%)  | 211 218(+0,21%) |
| 22-08-2020                                           | 22-08-2020 |  | 3 573 804(+0,4%)  | 211 425(+0,1%)  |
| 23-08-2020                                           | 23-08-2020 |  | 3 599 059(+0,71%) | 211 785(+0,17%) |
| 24-08-2020                                           | 24-08-2020 |  | 3 642 767(+1,2%)  | 212 052(+0,13%) |
| 25-08-2020                                           | 25-08-2020 |  | 3 670 364(+0,76%) | 212 475(+0,2%)  |
| 26-08-2020                                           | 26-08-2020 |  | 3 702 616(+0,88%) | 212 766(+0,14%) |
| 27-08-2020                                           | 27-08-2020 |  | 3 735 680(+0,89%) | 213 166(+0,19%) |
| 28-08-2020                                           | 28-08-2020 |  | 3 773 176(+1%)    | 213 533(+0,17%) |
| 29-08-2020                                           | 29-08-2020 |  | 3 791 345(+0,48%) | 213 847(+0,15%) |
| 30-08-2020                                           | 30-08-2020 |  | 3 820 332(+0,76%) | 214 085(+0,11%) |
| 31-08-2020                                           | 31-08-2020 |  | 3 864 980(+1,2%)  | 214 458(+0,17%) |
| Fonti: - Ultimo aggiornamento: 31.08.2020, 18:00 GMT |            |  |                   |                 |

## Evoluzione dei casi nel tempo
In questa sezione vengono riportati i grafici degli andamenti dei casi di coronavirus dei principali e dei maggiormente colpiti paesi europei a partire dal 25 febbraio 2020:

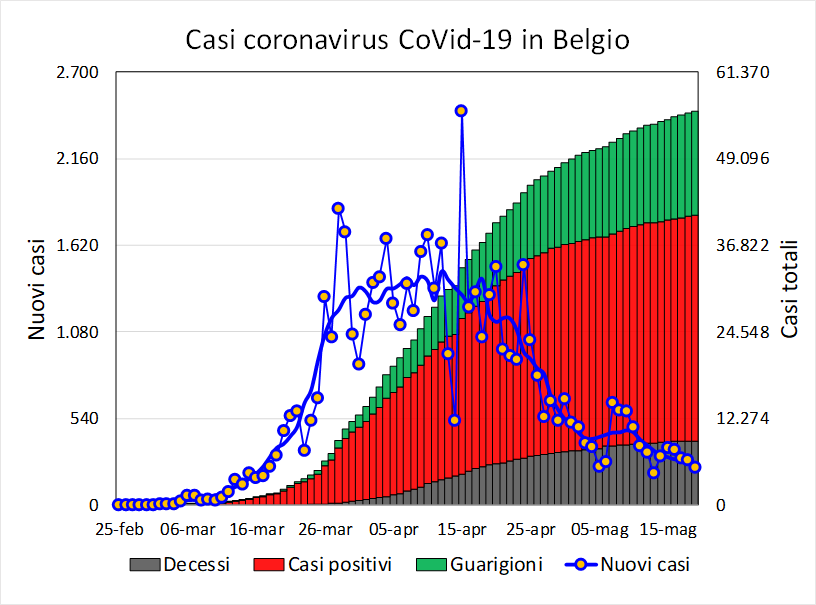
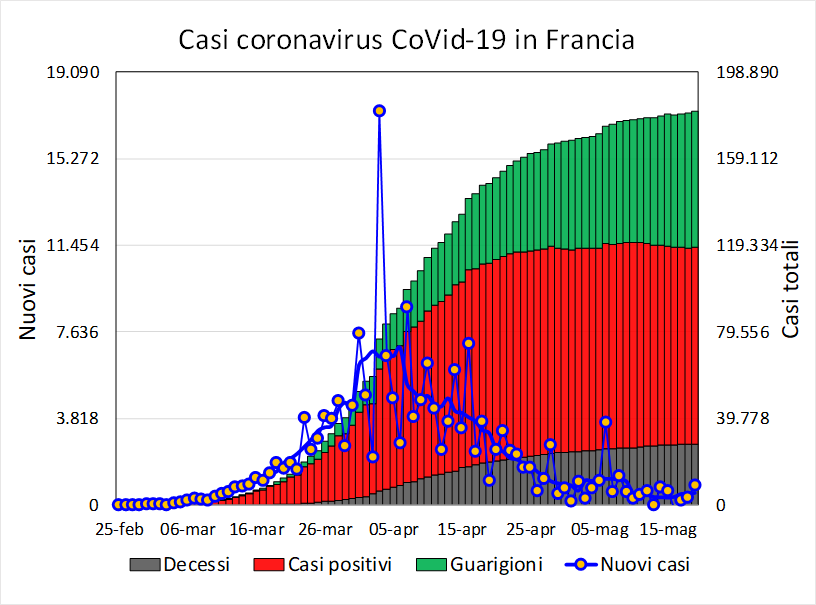
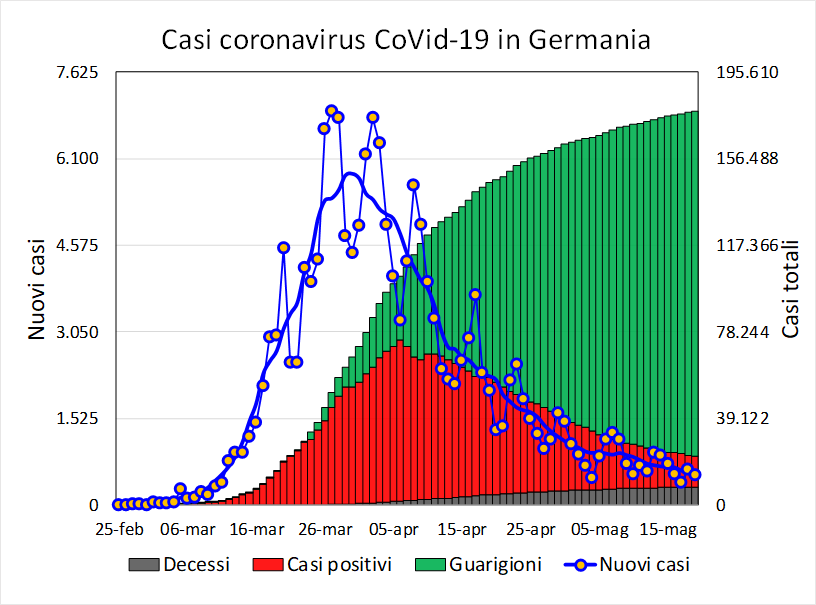
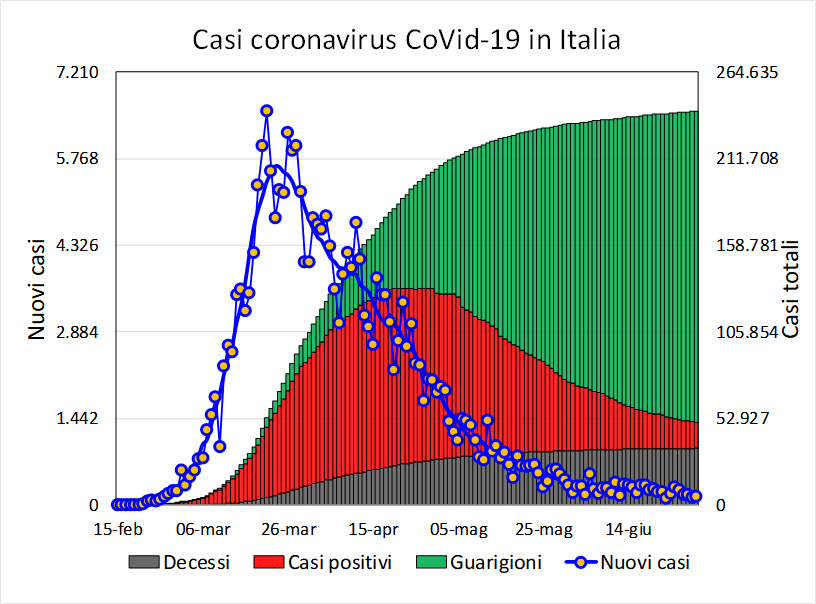
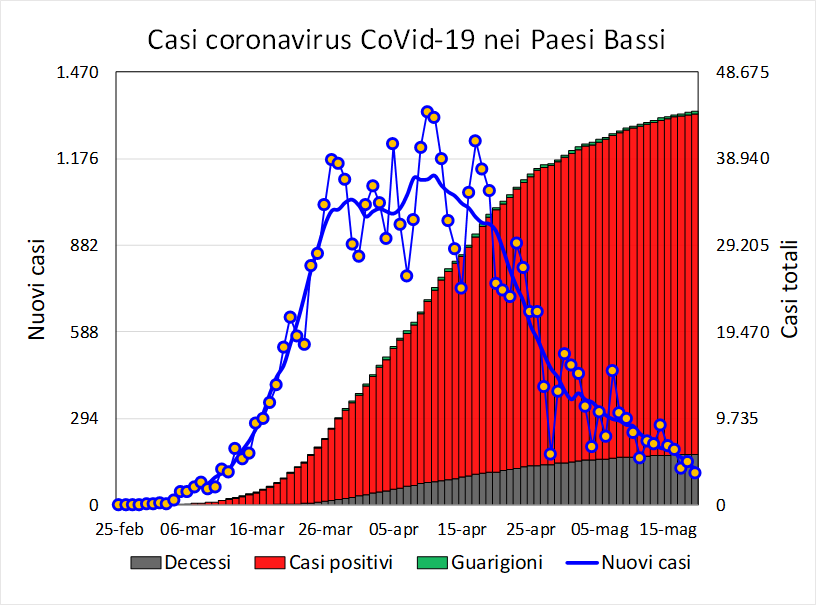
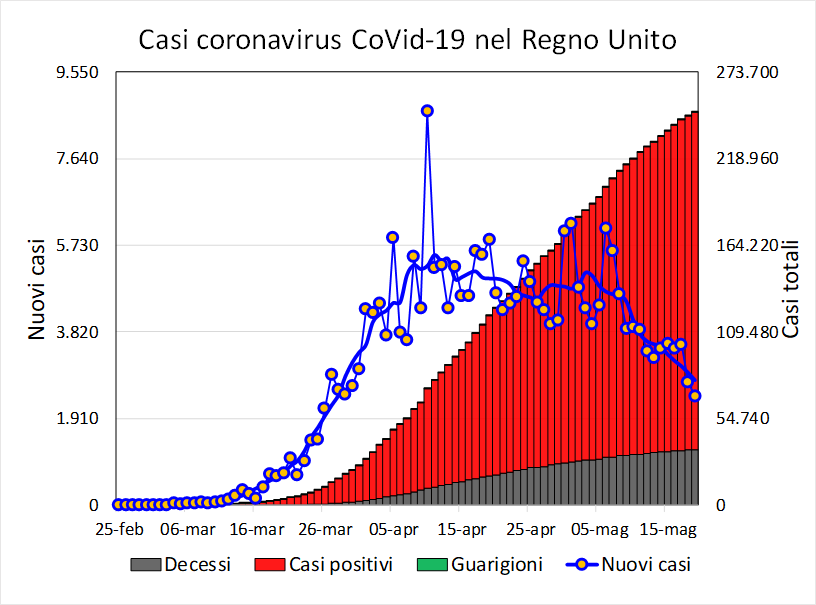
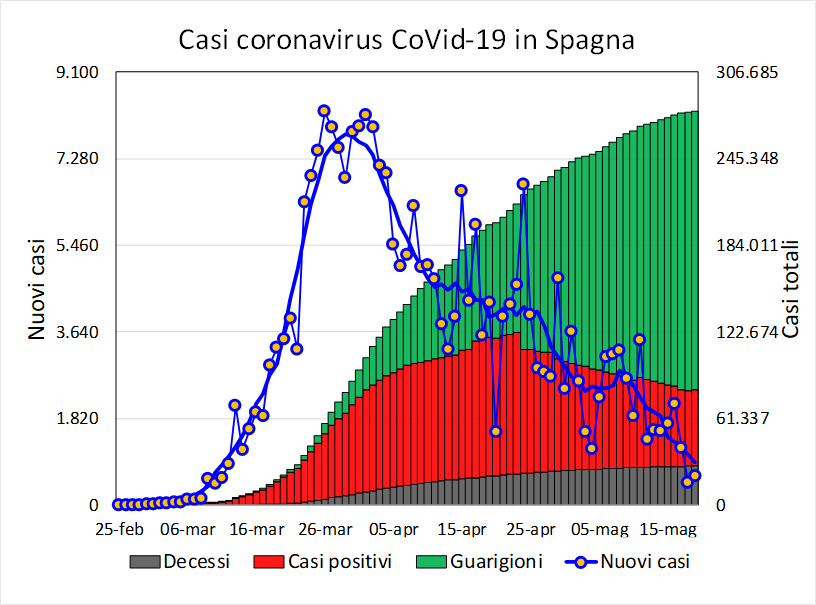
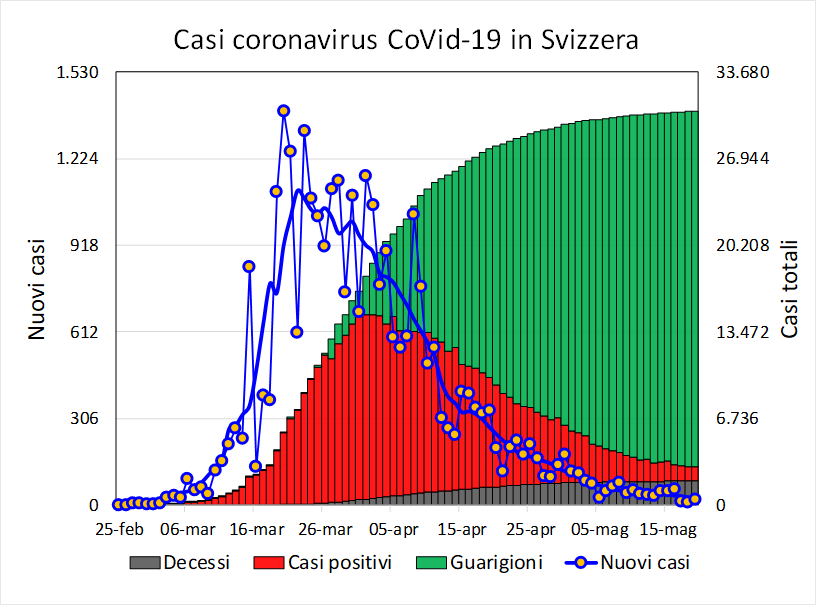

Nel seguente grafico a torta viene riportata la distribuzione percentuale dei casi di coronavirus tra i dieci paesi Europei più colpiti. L'ultima fetta (in grigio) indica i casi nei rimanenti paesi europei.
Dal momento che nei vari paesi la pandemia è iniziata in giorni diversi, non è corretto confrontare i grafici sopra riportati. Viene pertanto riportato un grafico che mostra l'andamento dei casi cumulativi di Covid-19 imponendo il giorno 1 come il giorno per il quale, nel relativo stato, è stata superata la soglia dei 100 casi registrati. In particolare questo è avvenuto:
- in Italia il 23 febbraio 2020;
- in Francia il 29 febbraio 2020;
- in Germania il 1º marzo 2020;
- in Spagna il 3 marzo 2020;
- nel Regno Unito il 5 marzo 2020;
- in Svizzera il 5 marzo 2020:
- in Belgio il 6 marzo 2020;
- nei Paesi Bassi il 6 marzo 2020.

Viene quindi riportato il confronto di casi positivi al coronavirus per ogni stato nel tempo, a partire dal 25 febbraio 2020. Si può notare facilmente come l'Italia sia stato il primo paese a mostrare gli effetti del contagio mentre gli altri Paesi europei hanno iniziato a mostrarli successivamente (Francia, Germania e Spagna circa 10 giorni dopo; Regno Unito, Svizzera, Belgio e Paesi Bassi circa 15 giorni dopo) e a diversi ritmi l'andamento esponenziale.
In data 27 marzo 2020, la Svizzera è stato il primo tra i Paesi maggiormente colpiti ad avere il numero totale di positivi al coronavirus in calo rispetto al giorno precedente.
L'Italia invece ha avuto un calo dei positivi per la prima volta il 20 aprile 2020.
Infine è possibile confrontare l'evoluzione dei nuovi casi nei principali Paesi europei (in questo caso solo in quelli con più abitanti ossia Italia, Francia, Germania, Spagna e Regno Unito).
Dal momento che i nuovi casi sono definiti come differenza tra i casi in due giorni consecutivi è possibile considerare il grafico qui riportato come il grafico delle velocità di incremento dei casi dei singoli Paesi nel tempo.
In particolare i punti indicano i nuovi casi giornalieri mentre la linea continua la media mobile su sette giorni.
A partire da questo grafico è possibile notare il giorno in cui è avvenuto il picco dei contagi e per quale valor medio.
- in Italia il 21 marzo 2020, con 6 557 nuovi casi;
- in Spagna il 29 marzo 2020, con 7 800 nuovi casi;
- in Germania il 30 marzo 2020, con 5 837 nuovi casi;
- in Francia il 6 aprile 2020, con 6 942 nuovi casi;
- nel Regno Unito l'10 aprile 2020, con 8 681 nuovi casi.

## Decisioni del Consiglio europeo
Da più parti la pandemia di COVID-19 è stata definita una sfida decisiva per la tenuta dell'Unione europea a causa delle minacce da essa poste alla stabilità politica ed economica dei Paesi membri e del fatto che essa ha messo a dura prova la capacità delle autorità comunitarie di rispondere in tempi rapidi e in maniera elastica alla crisi. Il Consiglio europeo, riunitosi in videoconferenza il 17 marzo, ha condiviso la proposta della Commissione europea, avanzata dalla presidente Ursula von der Leyen relativamente alla gestione dei confini. I leader europei si sono impegnati ad attuare una limitazione coordinata degli ingressi per 30 giorni, vietandoli in tutti i casi non essenziali e garantendo l'ingresso dei cittadini europei e aventi permesso di soggiorno, di ricercatori e medici, di alcune categorie di autotrasportatori (tra i quali i generi alimentari, farmaceutici e medicali).
L'esportazione di attrezzature medicali viene subordinata all'obbligo di un'autorizzazione preventiva da parte della Commissione, che gestisce l'acquisto pubblico centralizzato dei dispositivi di protezione individuale, anche mediante il circuito delle Protezioni Civili degli Stati membri. Queste ultime sono uno degli incaricati delle attività di rimpatrio dei cittadini europei presenti in tutto il mondo, nel rispettivo Paese di origine.
Oltre alla promozione dell'industria di settore, il Consiglio impegna gli Stati a condividere le informazioni e i risultati delle ricerche scientifiche per lo sviluppo di un vaccino contro la COVID-19, rendendolo universalmente disponibile a chiunque ne avesse necessità.

### Programma di acquisto di emergenza pandemica
Attraverso il "Programma di acquisto di emergenza pandemica" (Pandemic emergency purchase programme, PEPP), la Banca centrale europea ha concesso un'iniezione di liquidità per 750 miliardi di euro nei vari Paesi europei, acquistandone titoli con interessi passivi per questi ultimi pressoché nulli (un Quantitative easing senza scadenze temporali). In sostanza, una delle decisioni principali della BCE è stata quella di rimuovere i vincoli che si era data nel precedente "Quantitative Easing" (2015-2016), ovvero il limite massimo di un terzo di acquisto di un'emissione di titoli di stato e la quantità di titoli emessi da un determinato Paese.